# Pius XII.

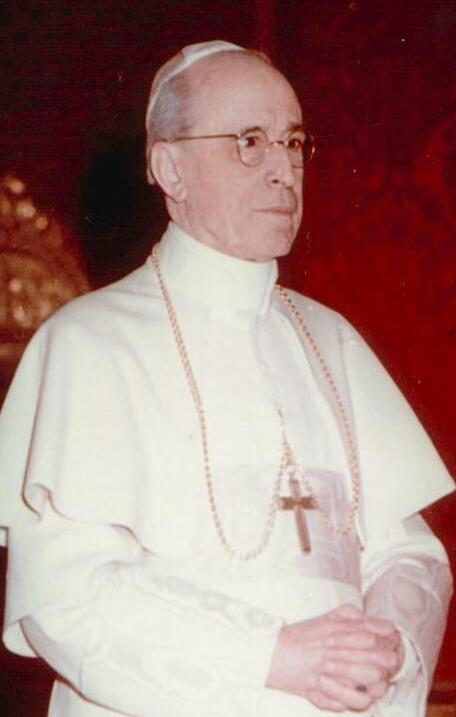
Pius XII.

Pius XII. (bürgerlich Eugenio Maria Giuseppe Giovanni Pacelli [euˈdʒɛːnjo maˈriːa dʒuˈzɛppe dʒoˈvanni paˈtʃɛlli]; * 2. März 1876 in Rom; † 9. Oktober 1958 in Castel Gandolfo) war ein italienischer Priester und Diplomat. Er war vom 2. März 1939 bis zu seinem Tod am 9. Oktober 1958 der 260. Bischof von Rom (Papst) und damit Oberhaupt der römisch-katholischen Kirche sowie das Staatsoberhaupt der Vatikanstadt.

## Herkunft und Ausbildung

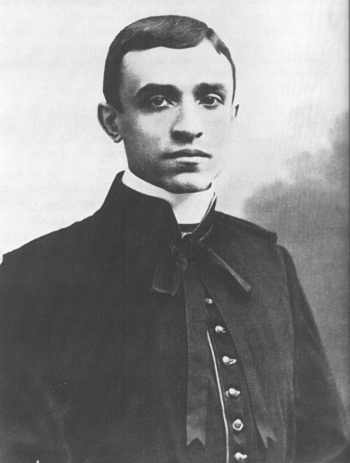
Eugenio Pacelli am Tag seiner Priesterweihe, dem 2. April 1899

Eugenio Pacelli wurde am 2. März 1876 in Rom geboren und zwei Tage darauf in der Pfarrkirche San Celso e Giuliano in Rom von seinem Onkel Don Giuseppe Pacelli getauft. Er stammte aus einer Juristen- und Beamtenfamilie, die seit Generationen mit dem Heiligen Stuhl verbunden war: Sein Großvater Marcantonio Pacelli (1804–1902) war Mitgründer des Osservatore Romano und von 1850 bis 1870 Vize-Innenminister im Kirchenstaat und ein Cousin des Kurienkardinals Prospero Caterini. Sein Vater Filippo Pacelli (1837–1916) war Rechtsanwalt für den Heiligen Stuhl während der ungeklärten „römischen Frage“ und an der Kodifizierung des kanonischen Rechts beteiligt. In Anerkennung dafür erhob ihn Pius XI. 1929 zum erblichen Marchese des päpstlichen Adels. Pacellis Mutter war Virginia Pacelli, geb. Grazioso (1844–1920). Eugenio war ihr zweiter Sohn nach Francesco und hatte noch zwei jüngere Schwestern, Giuseppa Mengarini und Elisabetta Rossignani. Francesco (1872–1935) war als päpstlicher Diplomat maßgeblich an den Verhandlungen über die Lateranverträge beteiligt. Dessen ältester Sohn Carlo Pacelli (1903–1970), Berater der Vermögensverwaltung des Heiligen Stuhls, wurde mit Zustimmung Mussolinis am 23. November 1941 vom italienischen König Viktor Emanuel III. in den erblichen italienischen Fürstenstand (Principe Pacelli) erhoben.
Eugenio Pacelli besuchte das staatliche Gymnasium Liceo Ennio Quirino Visconti in Rom, war dort stets Klassenbester und wurde daraufhin als Hochbegabter von Kardinal Vincenzo Vannutelli, einem Freund seines Vaters, gefördert. Zu seinen Vorlieben gehörten Reiten, Schwimmen und klassische Musik; er spielte Violone. Nach dem Schulabschluss 1894 studierte er zuerst Philosophie an der Päpstlichen Universität Gregoriana und am Almo Collegio Capranica, anschließend katholische Theologie am päpstlichen Institut Sant’Apollinare. Er war ein Jahr lang Gasthörer an der staatlichen Universität La Sapienza, unter anderem bei dem deutschen Althistoriker Karl Julius Beloch. Seit dem zweiten Semester durfte er wegen Gesundheitsproblemen bis zum Examen 1899 mit päpstlicher Sondererlaubnis zuhause wohnen.
Am 2. April 1899, einem Ostersonntag, weihte Francesco di Paola Cassetta, der Vertreter des Kardinalvikars von Rom und lateinischer Patriarch von Antiochien, Pacelli zum Priester. 1901 wurde Pacelli zum Dr. theol. promoviert. Noch im selben Jahr trat er auf Empfehlung Vannutellis in den Dienst des vatikanischen Kardinalstaatssekretärs Mariano Rampolla del Tindaro. 1902 wurde er zum Dr. iur. can. promoviert. Damit hatte er sich für eine Karriere als Kirchendiplomat in seiner Familientradition entschieden. Am 3. Oktober 1903 wurde er Minutant (Sachbearbeiter) in der neu geschaffenen Kongregation für außerordentliche kirchliche Angelegenheiten unter Pietro Gasparri, mit dem er den 1917 approbierten Codex Iuris Canonici, das erste gesamtkirchliche Gesetzbuch, ausarbeitete. 1908 lehnte Pacelli auf Wunsch des Papstes eine Berufung an die Katholische Universität von Amerika in Washington, D.C. ab. 1909 wurde er Professor an der Päpstlichen Diplomatenakademie in Rom. Von 1909 bis 1914 war er zudem Professor für kanonisches Recht am Institut Sant’Apollinare.
Am 7. März 1911 wurde er Gasparris Untersekretär, am 1. Februar 1914 Sekretär als Nachfolger von Umberto Benigni. Ob er auch an dessen Geheimdienst Sodalitium Pianum beteiligt war, ist umstritten.
Seit 1912 war Pacelli Konsultor für das Heilige Offizium. Im Juni 1914 erreichte er ein Konkordat mit dem damaligen Königreich Serbien und erwarb sich damit den Ruf eines Spezialisten für solche Verträge.

## Apostolischer Nuntius

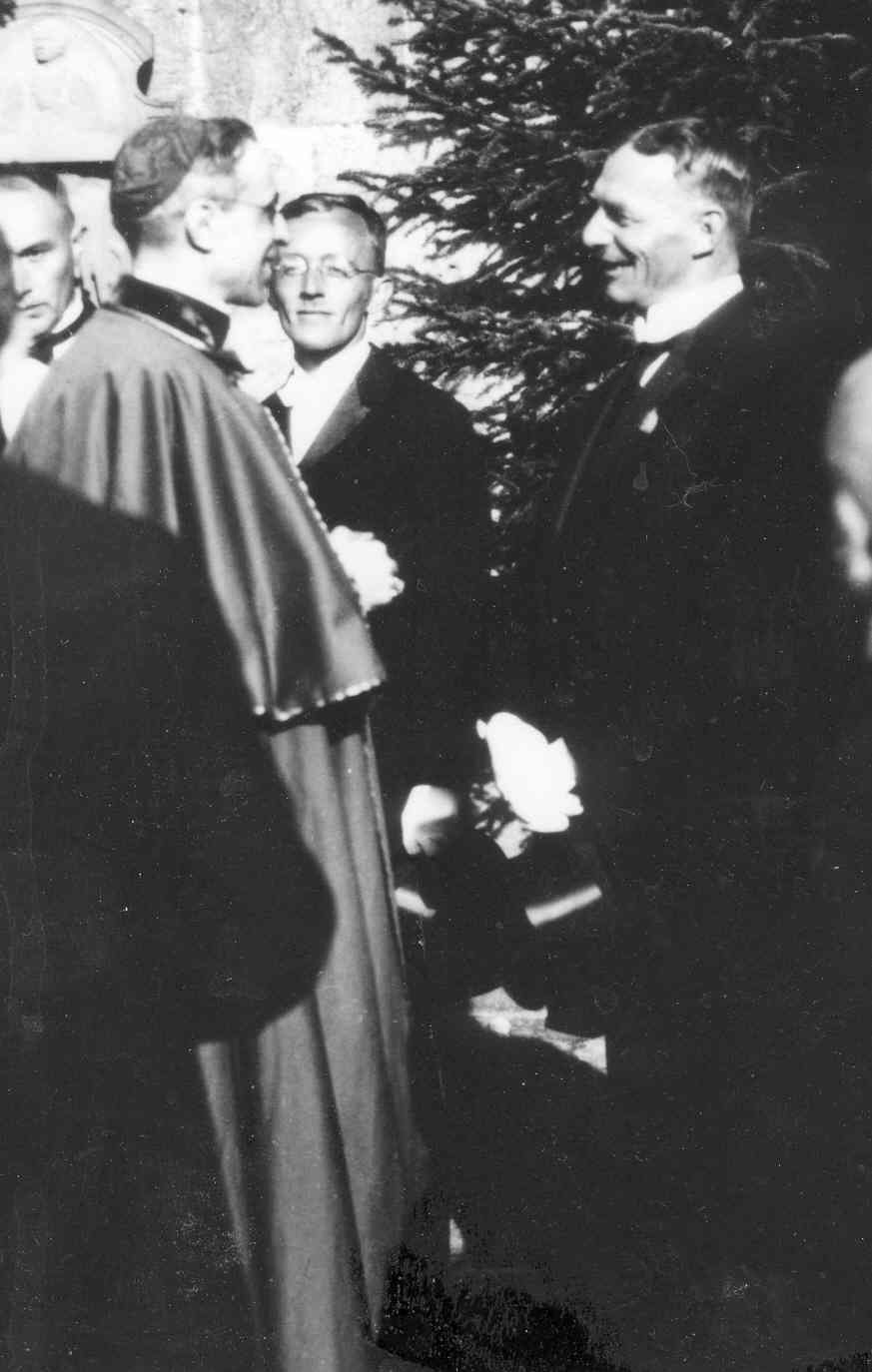
Pacelli als päpstlicher Nuntius in Bayern im Gespräch mit örtlichen Würdenträgern (1922)

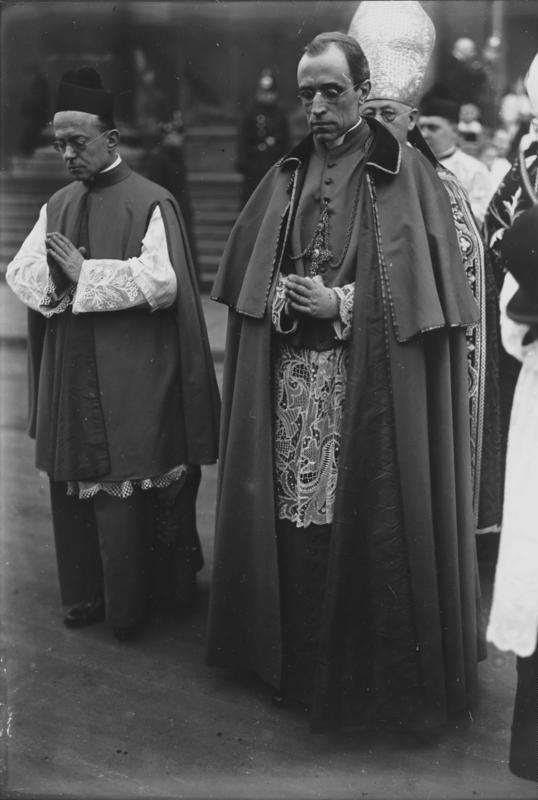
Nuntius Pacelli bei der Beisetzung des Breslauer Weihbischofs Josef Deitmer, Berlin 1929

Mit Beginn des Ersten Weltkriegs 1914 übertrug Papst Benedikt XV. Pacelli die Leitung humanitärer Aufgaben des Vatikans. Er sammelte bis zum Kriegsende Angaben über Kriegsgefangene aller Kriegsparteien und bereitete deren Austausch vor.
Am 20. April 1917 ernannte der Papst ihn zum Nuntius für die Apostolische Nuntiatur in München und weihte ihn am 13. Mai zum Titularerzbischof von Sardes. Da es damals in Preußen keinen Nuntius gab, vertrat er den Vatikan im gesamten Deutschen Reich. Seit Juni 1917 sollte er bei der deutschen Regierung für eine päpstliche Friedensinitiative werben. Vom 26. bis 28. Juni verhandelte er dazu mit Reichskanzler Theobald von Bethmann Hollweg, am 29. Juni empfing ihn Kaiser Wilhelm II. für 30 Minuten. Am 24. Juli unterbreitete Pacelli dem Kaiser einen Vermittlungsentwurf mit sieben Friedensbedingungen und beantwortete dessen Einwände dagegen. In der durch seinen Bericht genährten Annahme, der Kaiser sei kompromissbereit, veröffentlichte der Papst am 1. August 1917 seinen Friedensappell Dès le début. Doch alle Kriegsparteien lehnten die darin enthaltenen Vorschläge ab. Daraufhin nahm Pacelli von der Linie Benedikts, der Vatikan müsse durch eigene Initiativen aktiv für Frieden eintreten, Abstand und vertrat fortan eine strikte Neutralität in politischen Fragen.
Am 29. April 1919 wurde die Nuntiatur in München von Anhängern der Münchner Räterepublik, speziell der Eugen Leviné unterstellten Gruppe Pongratz, besetzt. Pacelli wurde mit dem Revolver bedroht und sein Dienstwagen beschlagnahmt, aber nach etlichen Protesten einige Tage später beschädigt zurückgegeben. Pacelli maß diesem Vorgang jedoch „keinen antireligiösen Charakter“ bei und betrachtete ihn als Bagatelle.
In seinen Berichten an den Vatikan übernahm Pacelli Polemiken gegen die Räterepublik speziell unter den Akteuren Eugen Leviné und Max Levien als „sehr harte russisch-jüdisch-revolutionäre Tyrannei“. Hubert Wolf kam daher zu der Auffassung: „Die Vorstellung von der jüdisch-bolschewistischen Weltverschwörung wurde zwar von der deutschen Rechten mit ganz anderer Intensität und mit völlig unterschiedlichen Zielen propagiert; gänzlich unbeeinflusst blieb aber auch der Nuntius von solchen Parolen nicht.“
Michael F. Feldkamp bewertet Pacellis Haltung zur Räterepublik: „Obwohl der Verlauf der Revolutionsmonate […] der antikommunistischen und – wegen der Beteiligung jüdisch-russischer Revolutionäre – der antisemitischen Propaganda in Bayern starken Auftrieb gab, scheint die von Zeitgenossen bewunderte persönliche Bescheidenheit, Geduld und Zurückhaltung Pacellis […] glaubwürdiger als der Versuch, den späteren Papst bereits in den ersten Jahren seines Münchner Aufenthaltes als frühen Antisemiten entlarven zu wollen.“ Feldkamp unterstreicht dies unter anderem mit Pacellis Intervention zugunsten der jüdischen Gemeinde von München, das Einfuhrverbot dringend benötigter Palmwedel für das Laubhüttenfest aus Italien – auch entgegen kanonischem Recht – zu umgehen.
Am 22. Juni 1920 wurde Pacelli zum Nuntius für die Weimarer Republik ernannt. Mit Besorgnis beobachtete er seit März 1923 antikatholische Tendenzen rechtsgerichteter Protestanten, die die Jesuiten und Juden als gemeinsame Feinde des Deutschtums ansahen und bekämpften, und warnte deshalb vor ökumenischer Annäherung. Er erlebte den Hitlerputsch vom 8./9. November 1923 in München mit, berichtete dem Vatikan direkt davon und hob dessen antikatholischen Charakter hervor. Im Mai 1924 nannte er den Nationalsozialismus die „vielleicht gefährlichste Häresie unserer Zeit“.
Am 18. August 1925 verlegte er seinen Amtssitz in das neue Palais der Reichsnuntiatur in Berlin-Tiergarten. Er sprach inzwischen fließend Deutsch und stellte deutsches Personal an, das bis zu seinem Lebensende bei ihm blieb. Von 1918 bis 1930 verbrachte er seine Sommerferien im schweizerischen Rorschach am Bodensee bei den Menzinger Lehrschwestern vom Heiligen Kreuz. Aus dieser Kongregation kam seine lebenslange Haushälterin und Sekretärin Pascalina Lehnert.
Nach dem Amtsantritt des neuen Papstes Pius XI. handelte er für diesen Konkordate zwischen dem Vatikan und den Ländern Bayern (1924) und Preußen (1929) aus. Ein Konkordat mit Baden bereitete er vor; das angestrebte Konkordat mit dem Deutschen Reich kam nicht zustande. Im August 1929 sandte er dem Wiener Nuntius einen ausführlichen Bericht über Adolf Hitler, den er als „berüchtigten politischen Agitator“ darstellte, dessen Putschversuch zu Recht gescheitert sei. Nach der Erinnerung von Pascalina Lehnert soll Pacelli 1929 über Hitler gesagt haben:

„Dieser Mensch ist völlig von sich selbst besessen, alles, was nicht ihm dient, verwirft er, was er sagt und schreibt, trägt den Stempel seiner Selbstsucht, dieser Mensch geht über Leichen und tritt nieder, was ihm im Weg ist – ich kann nur nicht begreifen, dass selbst so viele von den Besten in Deutschland dies nicht sehen oder wenigstens aus dem, was er schreibt und sagt, eine Lehre ziehen. – Wer von all diesen hat überhaupt das haarsträubende Buch ‚Mein Kampf‘ gelesen?“

Am 9. Dezember 1929 wurde Pacelli aus Deutschland abberufen und vom Reichspräsidenten Paul von Hindenburg verabschiedet. Am 16. Dezember erhob Papst Pius XI. Eugenio Pacelli zum Kardinal an der Titelkirche Santi Giovanni e Paolo. Er bat den Papst mehrfach vergeblich, Diözesanbischof eines italienischen Bistums werden zu dürfen.

## Kardinalstaatssekretär

Wappen als Kardinalstaatssekretär (1930–1939)

Wappen von Eugenio Maria Pacelli während der Sedisvakanz 1939

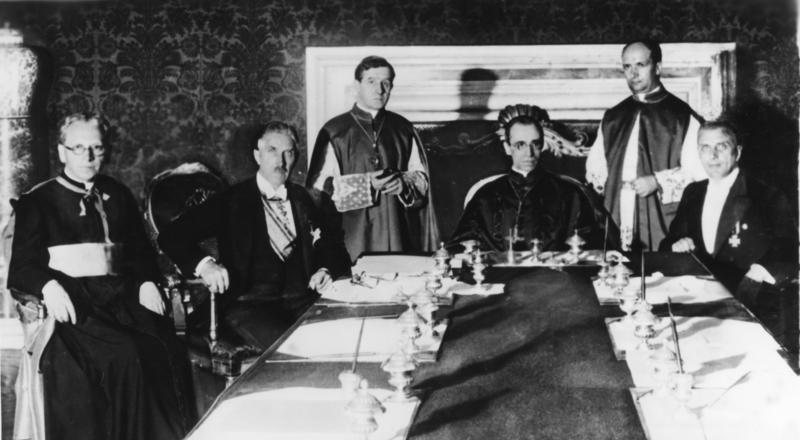
Reichskonkordatsunterzeichnung im Juli 1933 in Rom (v.l.n.r: Prälat Ludwig Kaas, Vizekanzler Franz von Papen, Untersekretär Giuseppe Pizzardo, Staatssekretär Pacelli, Substitut Alfredo Ottaviani und Ministerialdirektor Rudolf Buttmann).

Nach dem Rücktritt Gasparris ernannte der Papst Pacelli am 7. Februar 1930 zum Kardinalstaatssekretär, am 25. März zudem zum Erzpriester und Vermögensverwalter des Petersdoms. Fortan war Pacelli der wichtigste außenpolitische Berater und Mitarbeiter des Papstes. Er traf den Papst das ganze Jahr hindurch etwa alle zwei Tage zu einer Audienz über alle aktuellen Fragen, deren Ergebnisse er ebenso wie seine Antworten auf diplomatische Anfragen für den Privatgebrauch notierte. Diese seit 2003 zugänglichen Notizen erlauben Einblicke in seine Amtsführung und Entscheidungen. Sein Amt erhielt zusätzliches Gewicht, weil die für besondere außenpolitische Ereignisse zuständige Kongregation für außerordentliche kirchliche Angelegenheiten von 1930 bis 1939 kaum noch einberufen wurde.

### Konkordatspolitik
Am 12. Oktober 1932 unterschrieb Pacelli das Konkordat mit der Republik Baden, am 5. Juni 1933 das Konkordat mit Österreich und am 8. Juli das Reichskonkordat mit der nationalsozialistischen Regierung, das am 20. Juli in Kraft trat. Vorausgegangen waren Hitlers kirchenfreundliche Regierungserklärung (23. März 1933), die Rücknahme der Dekrete der deutschen Bischöfe, die die Unvereinbarkeit von Katholizismus und Nationalsozialismus erklärt hatten (28. März), die Zustimmung der katholischen Zentrumspartei zum Ermächtigungsgesetz vom 24. März 1933, ihre Selbstauflösung (5. Juli 1933) und die absehbare Gleichschaltung der katholischen Verbände. Darum wollten Pius XI. und Pacelli nun staatliche Garantien für die katholische Religionsausübung: Dafür verpflichtete sich der Vatikan wie schon bei den Lateranverträgen mit Benito Mussolini von 1929 zu politischer Neutralität. Dies kam Hitlers Absicht entgegen, politische Aktivitäten der deutschen Bistümer, katholischen Orden und Verbände rechtlich zu unterbinden und international Prestige zu gewinnen.
Vor 1933 hatte Pacelli eine Koalition der Zentrumspartei mit der DNVP befürwortet, die dann mit der NSDAP koalierte.
Nach dem Anschluss Österreichs vom 12. März 1938 versicherten Österreichs katholische Bischöfe Hitler am 18. März ihre bedingungslose Loyalität. Sie erhofften sich davon die Beibehaltung des Österreichkonkordats. Daraufhin veröffentlichte Pacelli am 6. April 1938 im Osservatore Romano eine Richtigstellung: Der Vatikan habe die österreichische Bischofserklärung nicht autorisiert. Zudem erklärte er US-Präsident Franklin D. Roosevelt am 19. April 1938 in einem geheimen Memorandum: Der Vatikan werde niemals bereit sein, einem Abkommen von Bischöfen und/oder Regierungen zuzustimmen, das „in Gegensatz zum göttlichen Gebot sowie zur Freiheit und zu den Rechten der Kirche“ stehe. Die deutsche Regierung habe das Reichskonkordat und das Bemühen des Vatikans zum Interessenausgleich fortlaufend missachtet. In den Folgemonaten hielt Hitler seine Zusage, das Österreichkonkordat zu respektieren, nicht ein und dehnte das Reichskonkordat auch nicht auf Österreich aus. Die Verhandlungen Pacellis mit dem Gauleiter Josef Bürckel, in denen der Rechtsstatus des österreichischen Episkopats geklärt werden sollte, scheiterten im August 1938 endgültig.
Bis 1939 bereiste Pacelli viele Staaten Europas und Amerikas, darunter 1934 Südamerika und im Oktober und November 1936 die Vereinigten Staaten. So wurde er international bekannt. Pacelli vermittelte auch im Konflikt der römisch-katholischen Kirche mit der Regierung Mexikos (1934) und im Spanischen Bürgerkrieg (1936). Die Ermordung Tausender katholischer Priester in dessen Verlauf verstärkte im Vatikan die Furcht vor dem Bolschewismus. Am 19. März 1937 erschien die Enzyklika Divini redemptoris, die den „atheistischen Sowjetkommunismus“ verdammte und Staaten nannte, wo Christen aufgrund kommunistischer Ideologie verfolgt wurden.

### „Mit brennender Sorge“
Gegen häufige Übergriffe der SA und Gestapo auf katholische Gruppen hatte Pacelli oft päpstliche Protestnoten an die Reichsregierung gesandt. Im Juli 1936 informierte er die Fuldaer Bischofskonferenz von der Absicht des Papstes, einen Hirtenbrief zu diesen Rechtsbrüchen zu erlassen. In einem Vorgespräch verlangten die deutschen Bischöfe stattdessen eine Enzyklika. Pacelli wollte jede offizielle Verurteilung des Nationalsozialismus verhindern, die als einseitige politische Stellungnahme wirken konnte, und stimmte diesem Verlangen erst zu, nachdem der Papst eine entsprechende Verurteilung des Kommunismus beschlossen hatte. Er erstellte dann die Schlussfassung der Enzyklika Mit brennender Sorge, die am 21. März 1937 erschien.
Dabei überarbeitete er den Vorentwurf von Kardinal Michael von Faulhaber mit Hilfe eines ihm vorliegenden Gutachtens, in dem das Heilige Offizium nationalsozialistische Ideologien als Irrlehren definiert und zurückgewiesen hatte. Dieser geheime Syllabus wurde erst 2004 durch die Öffnung der Bestände der Vatikanarchive aus der Zeit des Pontifikates Pius’ XI. (bis 1939) bekannt.
Pacelli stellte Faulhabers Entwurf eine Einleitung voran, die die Verstöße des NS-Regimes gegen das Reichskonkordat beklagte. Faulhabers Einleitung hatte von „großer Sorge“ über „die Entwicklung des kirchlich religiösen Lebens“ in Deutschland gesprochen; Pacelli änderte dies zu „brennender Sorge und steigendem Befremden“ über „den Leidensweg der Kirche, die wachsende Bedrängnis der ihr in Gesinnung und Tat treubleibenden Bekenner und Bekennerinnen“.
Um dem NS-Regime keinen Vorwand zu geben, das Konkordat aufzukündigen, betonte Pacellis Einleitung, es sei auf dessen Wunsch zustande gekommen. Die Regierung allein sei für die Vertragsbrüche verantwortlich:

„Wenn der von Uns in lauterer Absicht in die deutsche Erde gesenkte Friedensbaum nicht die Früchte gezeitigt hat, die Wir im Interesse Eures Volkes ersehnten, dann wird niemand in der weiten Welt, der Augen hat, zu sehen, und Ohren, zu hören, heute noch sagen können, die Schuld liege auf Seiten der Kirche und ihres Oberhauptes. Der Anschauungsunterricht der vergangenen Jahre klärt die Verantwortlichkeiten.“

Konkrete Verbrechen an Christen und Nichtchristen blieben jedoch anders als bei der Enzyklika gegen den Kommunismus unbenannt.
Im zweiten, theologischen Teil ergänzte Pacelli einen Passus zur katholischen Kirchenlehre, der mit dem Satz begann:

„Die von dem Erlöser gestiftete Kirche ist eine – für alle Völker und Nationen.“

In ihr sei Raum zur Entfaltung der besonderen Eigenschaften jeder Volksgemeinschaft, deren Vielfalt die Kirche begrüße und fördere. Gottes Einheitsgebot setze der Trennung der Nationen in der Kirche eine Grenze. Dies stellte die katholische Alternative zur nationalsozialistischen Rassentheorie heraus, die die Einheit der Menschheit bestritt und sie in feindliche Rassen und Völker zerteilte.
Ferner fügte er den Satz ein:

„Wer die Rasse oder das Volk oder den Staat oder die Staatsform […] zur höchsten Norm aller, auch der religiösen Werte macht und sie mit Götzenkult vergöttert, der verkehrt und verfälscht die gottgeschaffene und gottbefohlene Ordnung der Dinge.“

Pacelli nannte den Nationalsozialismus nicht beim Namen, bezeichnete aber die Vorstellung eines „nationalen Gottes“ und einer „Nationalreligion“ als Irrlehre. Dass der kirchliche Autoritätsanspruch sich auch auf die Geltung und Bewahrung der Menschenrechte erstreckte, wie es das Gutachten des Offiziums betonte, ließ Pacelli fort und notierte dazu:

„Der Papst will die Hoffnung, so gering sie auch sein mag, nicht ausschließen, dass die Situation sich bessern könnte.“

Kirchenhistoriker bewerten Pacellis Überarbeitung verschieden: Laut Johanna Schmid hat Pacelli Faulhabers Entwurf verschärft und die lehramtliche Kritik an der Ideologie des Nationalsozialismus genauer herausgestellt. Laut Gerhard Besier, einem evangelischen Theologen, hat er das Gutachten des Offiziums, das die Unvereinbarkeit der katholischen Lehre mit der NS-Ideologie ausdrücklich und präzise feststellte, zu einem vorsichtigen diplomatischen Kompromiss abgeschwächt. Besier stimmte Peter Godman bei, der die Enzyklika als die Markierung „eines Rückzugs“ bezeichnet hatte.
Die Enzyklika wurde unter strengster Geheimhaltung und mit großer Wahrscheinlichkeit auch mit Billigung und Unterstützung Pacellis heimlich ins deutsche Reich gebracht, nachts in abgedunkelten Druckereien vervielfältigt und am 21. März 1937 in allen katholischen Gemeinden verlesen. Das NS-Regime reagierte darauf mit Hausdurchsuchungen, Verhaftungen, Schließungen von katholischen Schulen und Fakultäten, Enteignungen sowie der Auflösung von weiteren katholischen Organisationen und Verbänden.

### Haltung zur Judenverfolgung bis 1939
Botschafter, Bischöfe und Nuntii informierten Pacelli laufend, frühzeitig und detailliert über die Lage in Deutschland, besonders über die sich verschärfende Judenverfolgung. Seit Januar 1933 baten viele Prominente ihn darum, auf den Papst einzuwirken, um die Judenverfolgung öffentlich anzuprangern. Doch Pacelli sprach dieses Thema in seinen regelmäßigen Audienzen mit Pius XI. 1933–1939 nach Aktenlage fast nie an und ließ alle Bittbriefe bis auf einen unbeantwortet.
Am 1. April 1933 – dem Tag des Judenboykotts – beauftragte der Papst ihn damit, zu sondieren, „ob und wenn ja was“ der Heilige Stuhl gegen „antisemitische Exzesse in Deutschland“ tun könne. Pacelli notierte dazu: „Es könnten Tage kommen, in denen man sagen können muss, dass in dieser Sache etwas gemacht worden ist.“ Auf seine Anfrage wies Nuntius Cesare Orsenigo am 8. April auf das „Gesetz zur Wiederherstellung des Berufsbeamtentums“ hin: Fortan sei Eintreten für die Juden identisch mit Protest gegen ein Staatsgesetz. Der Vatikan könne sich unmöglich in innere Staatsangelegenheiten einmischen, zumal er vorher nicht gegen „antideutsche Propaganda“ protestiert habe. Er müsse sich heraushalten und Stellungnahmen zur „Judenfrage“ den deutschen Bischöfen überlassen. Dem folgte Pacelli, obwohl auch die deutschen Bischöfe nicht gegen Verletzungen der Menschen- und Bürgerrechte protestierten, sondern allenfalls für getaufte Juden eintraten.
Am 9. April 1933 appellierte der mit dem Papst seit 1920 befreundete Wiener Rabbiner und Hebraist Arthur Zacharias Schwarz über Pacelli an Pius XI:

„Wenn es Eurer Heiligkeit möglich wäre, auszusprechen, dass auch das gegen die Juden geübte Unrecht ein Unrecht bleibt, so würde ein solches Wort den Mut und die Moral von Millionen meiner jüdischen Brüder erhöhen.“

Am 22. April telegrafierte der New Yorker Rabbiner William Margolis an ihn:

„Im Namen von all dem, was der Christenheit heilig ist, flehe ich Sie an, Ihre Stimme zu erheben, um Hitlers Verfolgungen klar zu verurteilen. Ihre Kritik wird weitreichenden Einfluss auf die deutsche Regierung haben […] und zu einer Änderung der Politik führen.“

Nach seinen Notizen legte Pacelli dem Papst keine dieser Bitten vor, nur die von Edith Stein. Die damals im Vatikan unbekannte Katholikin jüdischer Herkunft schilderte eindringlich die Judenverfolgung und machte die NS-Regierung für viele Selbsttötungen unter den Verfolgten verantwortlich. Diese Verantwortung falle auch „auf die, die dazu schweigen“. Nicht nur Juden, auch Tausende Katholiken warteten seit Wochen darauf, „dass die Kirche Jesu Christi ihre Stimme erhebe“, um der Judenverfolgung durch eine sich christlich nennende Regierung „Einhalt zu tun“. Erzabt Raphael Walzer übergab ihren Brief Pacelli am 12. April 1933 persönlich. Am 20. April antwortete dieser an Walzer, er habe diesen Brief „pflichtgemäß Seiner Heiligkeit vorgelegt“; er bete mit dem Papst um den Schutz der Kirche und den Mut aller Katholiken, die aktuellen Probleme zu überstehen. Zur Judenverfolgung und Bitte um einen Papstprotest nahm er nicht Stellung.
Auch zu den Nürnberger Gesetzen und den Novemberpogromen 1938 ist weder eine interne noch öffentliche Reaktion Pacellis, der genau über die Vorgänge informiert war, und keine Unterredung mit dem Papst belegt. Bei einem Treffen mit deutschen Kardinälen im März 1939 erklärte er dies mit dem Festhalten am Reichskonkordat:

„Die Welt soll sehen, daß wir alles versucht haben, um in Frieden mit Deutschland zu leben.“

Jedoch bemühte er sich im päpstlichen Auftrag vergeblich um Aufnahme verfolgter, besonders getaufter Juden in außereuropäischen Staaten.
Pius XI. plante seit Sommer 1938 ein Lehrschreiben gegen den Rassismus und Antisemitismus, zu dem er weder das zuständige Heilige Offizium noch Pacelli beauftragte. Zudem wollte er am 11. Februar 1939, dem Zehnjahrestag der Lateranverträge, die Leugnung der nationalsozialistischen Judenverfolgung in der italienischen Presse und die italienischen Rassengesetze vom Juli 1938 als Bruch des Italienkonkordats öffentlich anprangern. Pacelli dagegen wollte diesen Konfrontationskurs vermeiden, um das Konkordat nicht zu gefährden und Mussolini als Vermittler gegenüber Hitler zu behalten. Als Pius XI. am 10. Februar 1939 starb, ließ Pacelli die schon gedruckten Exemplare der geplanten Papstrede vernichten, wie es seine Aufgabe als Camerlengo war.

## Pontifikat

### Wahl

Wappen als Papst (1939–1958)

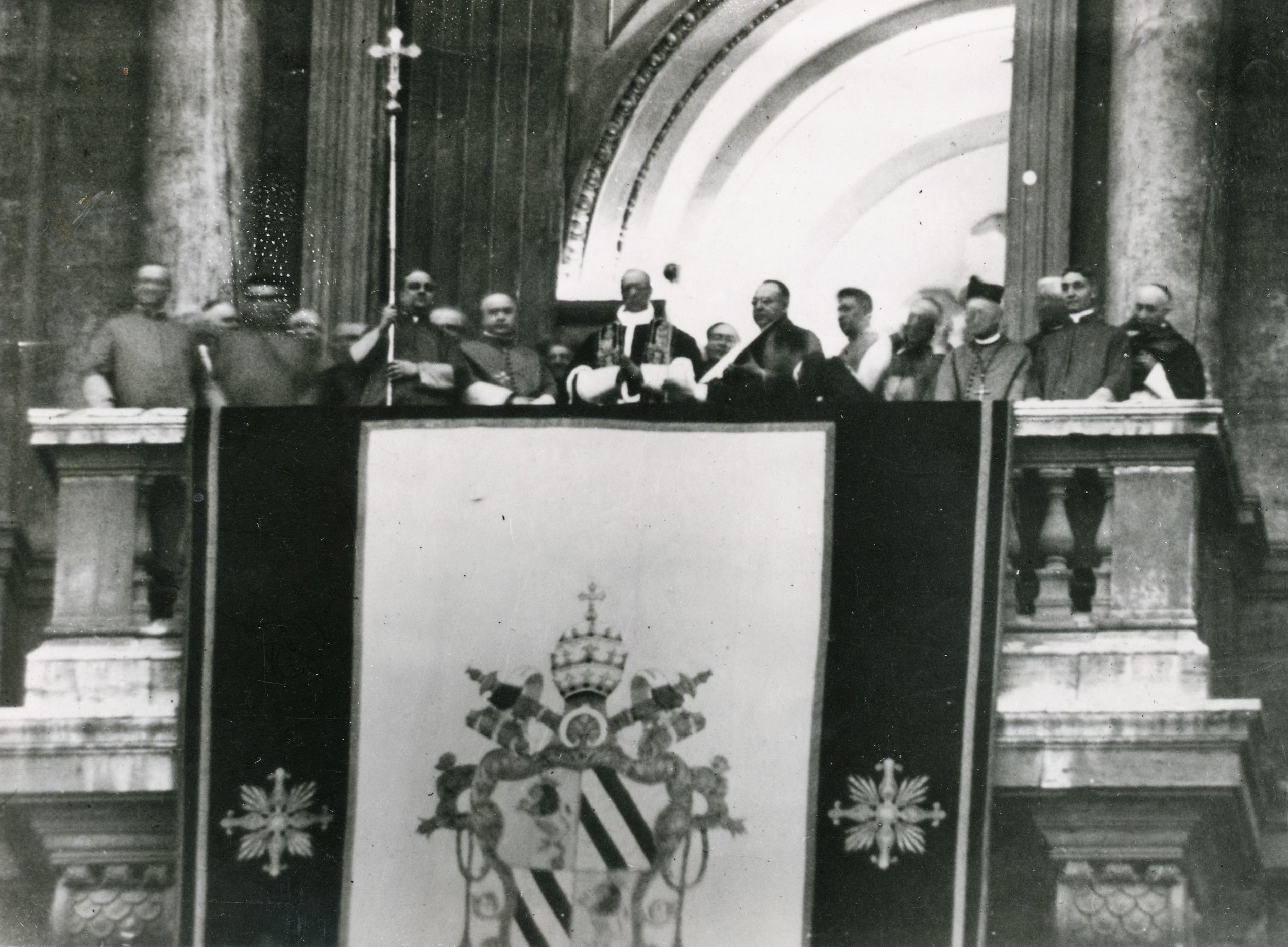
Pius XII. nach seiner Wahl auf der Benediktionsloggia des Petersdoms, 2. März 1939

Pacelli wurde am 2. März 1939, seinem 63. Geburtstag, im dritten Wahlgang zum Papst gewählt und am 12. März auf der Loggia des Petersdoms gekrönt. Er war der dritte Kardinalstaatssekretär nach 1655 und 1667, der zum Papst gewählt wurde, und der erste in Rom geborene Papst seit Clemens X. (1670–1676). Seine Wahl wurde weltweit begrüßt. Die New York Times sah ihn als Wunschnachfolger seines Vorgängers „Seite an Seite mit den demokratischen Völkern, um die Unabhängigkeit des menschlichen Geistes und die Brüderlichkeit der Menschheit gegen die ungeistigen Methoden neuzeitlicher Barbarei zu verteidigen“.
Das NS-Regime sandte als eine von sehr wenigen Regierungen keine Delegation zur Amtseinführung des neuen Papstes. Im Völkischen Beobachter hieß es am 3. März 1939:

„Wir in Deutschland haben von diesem Papst nichts zu erwarten! […] Die Kirche unter Pius XII. wird mehr als sonst Politik machen, aber nicht so roh und polternd wie unter Pius XI., feiner, diskreter und steiler.“

In einer Privataudienz versicherte Pius XII. dem deutschen Botschafter beim Vatikan, Diego von Bergen, schon am 3. März 1939 seines „heißen Wunsches für Frieden zwischen Kirche und Staat“. Dabei werde die Regierungsform der Diktatur nicht stören, da die Kirche nicht berufen sei, zwischen politischen Systemen zu wählen.

### Versuche der Kriegsverhinderung
Gleich zu Beginn seines Pontifikates wurde Pius XII. mit der Kriegsgefahr konfrontiert. Am 15. März 1939 brach Hitler das Münchner Abkommen und ließ die „Resttschechei“ besetzen (Zerschlagung der Tschechoslowakei). Daraufhin forderten Vertreter der Westmächte, darunter der Erzbischof von Canterbury Cosmo Gordon Lang, Pius auf, einen internationalen Protest aller Kirchen gegen die Diktaturen Europas anzuführen. Auch die katholischen Bischöfe Frankreichs erwarteten seit Juni 1939 eine päpstliche Verurteilung von Hitlers Aggressionspolitik. Als diese ausblieb, übten katholische Zeitungen dort offen Kritik an seiner Amtsführung.
Nachdem Hitler am 28. April 1939 den deutsch-polnischen Nichtangriffspakt und das deutsch-britische Flottenabkommen gekündigt hatte, schlug Pius eine europäische Fünfmächtekonferenz zur Beilegung der Konflikte vor. Auch wegen seiner vorherigen Passivität reagierte keine der angesprochenen Regierungen positiv darauf. Über die Nuntiaturen versuchte Pius weiter, Einfluss zu nehmen, und erfuhr so im Mai, das Vereinigte Königreich werde Polen auf jeden Fall beistehen, falls Hitler Danzig besetzen werde. Vom 24. bis 28. August verlangte Frankreichs Botschafter beim Vatikan dreimal, der Papst müsse den bevorstehenden deutschen Überfall auf Polen, ein katholisches Land, verdammen.
Pius hielt dagegen an der politischen Neutralität fest und erklärte demgemäß in einer Rundfunkrede am 24. August: Mit dem Frieden sei nichts verloren, aber alles könne mit dem Krieg verloren werden. Hinter den Kulissen drängte er Mussolini, mäßigend auf Hitler einzuwirken. Am 31. August erwog er, direkt nach Berlin und Warschau zu reisen, appellierte dann aber von Rom aus an die deutsche und polnische Regierung, keine Zwischenfälle zu provozieren und die Spannungen nicht zu verschlimmern. Hitler gab an diesem 31. August die Weisung, Polen am nächsten Morgen ab 4:45 Uhr zu überfallen.

### Bischof von Rom im Zweiten Weltkrieg

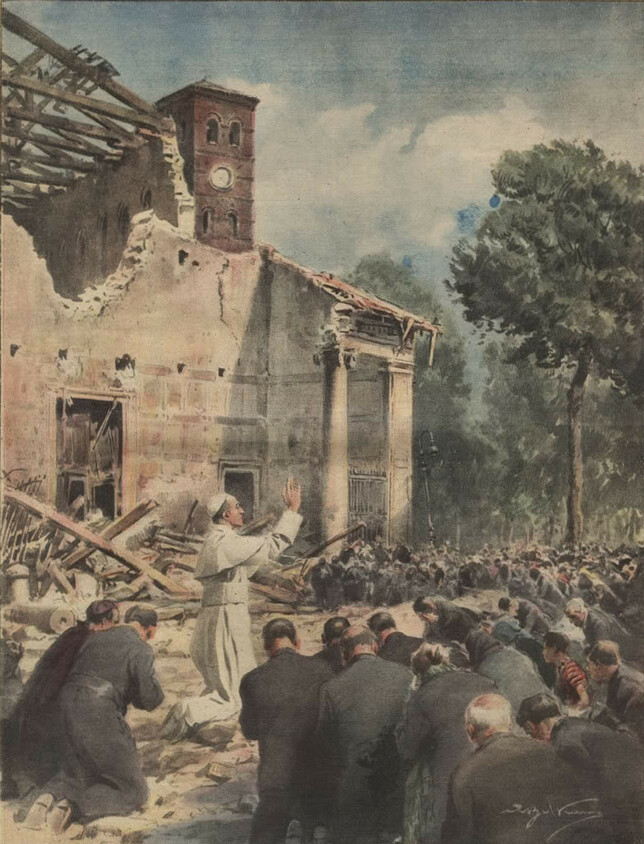
Besuch von Pius XII. am 19. Juli 1943 im Stadtteil San Lorenzo. Zeichnung von Achille Beltrame (1. August 1943)

Im Zweiten Weltkrieg erwarteten und erfuhren die Römer Hilfe eher vom „papa“ (im doppelten Sinne, als Papst und als „Vater“ ihrer Stadt) als von den staatlichen Behörden. Vom Vatikan zur Verfügung gestellte Gelder ermöglichten den römischen Pfarreien die Verteilung von Lebensmitteln. Pius veranlasste humanitäre Hilfen für Kriegsopfer; sein Hilfswerk leitete Giovanni Battista Montini, Substitut im Staatssekretariat, der spätere Papst Paul VI. Als die Alliierten am 19. Juli 1943 erstmals Rom bombardierten, vor allem die Arbeiterviertel des Stadtteils San Lorenzo, eilten Papst Pius und Montini zu den Opfern und ihren Familien. Als sich im Mai 1944 alliierte Truppen der Stadt näherten und die Römer fürchteten, es werde ein zweites Monte Cassino geben, war es maßgeblich der Papst, dem das Zustandekommen der allseitigen Erklärung Roms zur „offenen Stadt“ zu verdanken war. Die Römer ehrten ihn nach Kriegsende als „Defensor Urbis“ (Schirmherr der Stadt).

### Aussagen zu deutschen Angriffskriegen
Wie sein Vorgänger Benedikt XV. im Ersten, so veröffentlichte Pius XII. im Zweiten Weltkrieg allgemeine Friedensappelle, wobei er klare Schuldzuweisungen konsequent vermied und keine Kriegspartei namentlich nannte. Am 14. September 1939 beklagte er im Vatikan erstmals den Kriegsausbruch und erklärte seine Absicht, einen für alle Beteiligten ehrenhaften Frieden zu vermitteln. Dies wiederholte er bis zum Kriegsende öfter.
Am 26. September 1939 nannte er den Krieg eine „entsetzliche Gottesgeißel“ und hoffte auf Frieden durch „versöhnenden Ausgleich“, der auch der katholischen Kirche künftig „größere Freiheit“ schenken möge. Am 30. September, nach der Kapitulation der meisten polnischen Truppen, lobte er die „großen Taten“ der Polen und hoffte, trotz bekannter Absichten der „Feinde Gottes“ möge das „katholische Leben“ Polens weiterbestehen.
Am 20. Oktober 1939 erschien seine erste Enzyklika Summi pontificatus. Sie verurteilte Staatsvergötzung, Verlust moralischer Normen und religiöse Leere und erklärte diese aus der weltweiten Nichtachtung des Christentums. Sie betonte die Gleichheit aller Menschen, ermahnte Staaten zu Verhandlungen und Verträgen und warb für weltweites Mitgefühl mit den Polen, deren Blutopfer eine „erschütternde Anklage“ erhöben. Nur dieses Mal nannte er ein Volk namentlich und verurteilte so implizit den deutschen Angriffskrieg und die Besetzung Polens.
Das NS-Regime verbot am 10. November 1939 nicht die Verlesung, aber die Verbreitung und Diskussion der Enzyklika. Französische Flugzeuge warfen 88.000 Flugblätter mit dem Text über deutschen Städten ab, während die Deutschen eine gefälschte Version, in der „Deutschland“ „Polen“ im Text ersetzte, in Polen verteilten. Auf päpstliche Anweisung sendete Radio Vatikan am 21. Januar 1940:

„Die Bedingungen des religiösen, politischen und wirtschaftlichen Lebens haben das edle polnische Volk, insbesondere in den von den Deutschen besetzten Gebieten, in einen Zustand von Terror, Abstumpfung und, wir möchten sogar sagen: von Barbarei versetzt […] Die Deutschen benutzen dieselben Mittel und vielleicht noch schlimmere als die Sowjets.“

Am 10. Mai 1940 sandte Pius XII. nach dem deutschen Überfall auf die Niederlande, Belgien und Luxemburg Sympathietelegramme an ihre Monarchen. Am Folgetag notierte er für seine Mitarbeiter den Inhalt eines Gespräches mit dem aus Warschau zurückgekehrten italienischen Konsul:

„Er bestätigte – in voller Übereinstimmung mit seiner Gattin –, daß es unmöglich ist, sich die Grausamkeit und den Sadismus vorzustellen, mit denen die Deutschen oder, besser gesagt, die Gestapo – geführt von Himmler, einem wirklichen Verbrecher, und zusammengesetzt aus widerlichen Individuen – das polnische Volk quälen und es zu zerstören versuchen.“

Am 12. Mai 1940 verteidigte er gegenüber dem italienischen Botschafter Alfieri seine Sympathietelegramme und ging auf die Lage in Polen ein:

„Sie kennen genau und vollständig die fürchterlichen Dinge, die in Polen geschehen. Wir müssten feurige Proteste dagegen erheben, und das einzige, was Uns davon abhält, ist das Wissen, dass Unser Sprechen den Zustand dieser Unglücklichen nur noch verschlimmern würde.“

### Zur Anti-Hitler-Koalition der Vereinigten Staaten mit der Sowjetunion
Angesichts des deutschen Einmarsches in die Sowjetunion ab dem 22. Juni 1941 interpretierte Pius XII. die Enzyklika Divini Redemptoris seines Vorgängers Pius XI. neu. In ihr hatte der Papst den Katholiken eine Zusammenarbeit mit dem Kommunismus untersagt. Neu an der Deutung Pius’ XII. war, dass er zwischen einem Volk und seiner jeweiligen Regierung streng differenzierte. Diese neue Interpretation ließ Pius XII. über diplomatische Kanäle den US-Bischöfen übermitteln, mit der Folge, dass diese nun die von ihnen lange abgelehnte Hilfe der Vereinigten Staaten für die bedrängte Sowjetunion akzeptierten und die amerikanischen Waffen- und Ausrüstungslieferungen unterstützten. Ein internes Dokument enthüllt die Hoffnungen, die der Vatikan damit verband: Kurz nach dem Beginn des Überfalls rechnete der Papst damit, dass Hitler Josef Stalin schnell bezwingen könnte, da die Blitzkriegtaktik erneut aufzugehen schien. Eine solche Entwicklung könne für die Kirche nichts Gutes bedeuten, da der Nationalsozialismus nach dem Endsieg das Christentum verdrängen wolle. Eine Beeinflussung des Krieges zugunsten Stalins wollte Pius aber ebenfalls nicht bewirken, denn auch von diesem Diktator sei eine Kirchenverfolgung zu erwarten, wenn er weitere europäische Länder unter seine Kontrolle gebracht habe. Die im Vatikan erhoffte Entwicklung bestand darin, dass die amerikanische Waffenhilfe für Stalin nur so zaghaft ausfalle, dass sowohl das deutsche Reich wie auch die Sowjetunion ihre Kräfte in einem langen Krieg erschöpfen würden. Der Kommunismus sollte besiegt werden, der Nationalsozialismus stark geschwächt aus der Auseinandersetzung hervorgehen und sodann „zur Strecke gebracht werden“.
Die Nationalsozialisten sahen in Pius XII. einen ihrer Gegner. So schrieb Joseph Goebbels am 9. Januar 1945 in sein Tagebuch: „Die Prawda leistet sich wieder einen starken Ausfall gegen den Papst. Es mutet geradezu humoristisch an, dass der Papst hier als Faschist angeprangert wird, der mit uns im Bunde stände, um Deutschland aus der schwierigen Situation zu retten.“

### Haltung zu NS-Verbrechen

#### Zu NS-Morden an Kranken und Behinderten
Am 27. November 1940 publizierte das Heilige Offizium einen Dekretsentwurf, der die seit Januar 1940 laufende „Aktion T4“ – die vom NS-Regime angeordnete Ermordung Kranker und Behinderter – als „unmenschliches und frevelhaftes Verbrechen“ verurteilte. Pius XII. strich diese vier Worte, da sie ihm, obwohl gerechtfertigt, zu polemisch erschienen, und nannte die Morde „nicht erlaubt“. Sie seien Verstöße gegen das „natürliche und positive göttliche Recht“. Am 2. Dezember erschien das Dekret in seiner abgemilderten Fassung.
Dass entschiedenes Eintreten für die bedrohten Kranken und Behinderten die deutsche Regierung zur Mäßigung nötigen konnte, bewies Clemens August Graf von Galen, der Bischof von Münster, mit drei Predigten im Juli/August 1941 gegen die sogenannte Euthanasie. Das NS-Regime stellte daraufhin diese Morde – wenigstens zeitweise – ein, und das, obwohl das deutsche Episkopat von Galens Haltung nicht aktiv unterstützte. Pius XII. hatte 1933 als Kardinalstaatssekretär gegen die Wahl von Galens zum Bischof von Münster votiert, begrüßte nun aber dessen öffentlichen Protest in einem Brief an Bischof Konrad Graf von Preysing vom 30. September 1941 als Beweis dafür, „wie viel sich durch offenes und mannhaftes Auftreten innerhalb des Reichs immer noch erreichen lässt“. Zugleich erklärte er, dass er selbst nicht ebenso protestieren werde:

„Wir betonen das, weil die Kirche in Deutschland auf Euer öffentliches Handeln umso mehr angewiesen ist, als die allgemeine politische Lage […] dem Oberhaupt der Gesamtkirche in seinen öffentlichen Kundgebungen pflichtmäßige Zurückhaltung auferlegt.“

1946 ernannte Pius XII. von Galen auch wegen seiner gleichsam stellvertretenden Proteste zum Kardinal.

#### Kenntnisse vom Holocaust
Berichte über Deportationen von Juden in den Osten bekam der Vatikan zum ersten Mal von Kardinal Theodor Innitzer aus Wien Anfang 1941. Später erreichten den Vatikan ähnliche Meldungen von Nuntiaturen oder Apostolischen Gesandtschaften aus anderen Ländern. Außerdem wurden regelmäßig BBC-Meldungen in den Vatikan gegeben. Hervorzuheben ist das Memorandum von Gerhart Riegner, der das Büro des Jüdischen Weltkongresses in Genf leitete. In dem Memorandum vom Frühjahr 1942 fassten er und sein Mitarbeiter Lichtheim Berichte über Massendeportationen in den Osten zusammen und sprachen von Indizien über die Ermordung zahlreicher Deportierter. Das Memorandum wurde den Alliierten und dem Berner Nuntius übergeben. Im August 1942 reichte Riegner den Alliierten ein Telegramm nach, in dem er neue alarmierende Berichte zusammenfasste über die brutalen Umstände bei den Deportationen und über ein geplantes Programm zur Auflösung (Liquidierung) von Ghettos. Der Vatikan wurde vom US-Botschafter beim Vatikan, Myron Charles Taylor, über das Riegner-Telegramm unterrichtet. Im Namen seiner skeptischen Regierung fragte Taylor nach, ob dem Vatikan Berichte vorlägen, die die Angaben bestätigen könnten. Kardinalstaatssekretär Luigi Maglione bedankte sich für den Bericht, erklärte aber, der Vatikan könne diese und andere Nachrichten über harte Maßnahmen gegen Nichtarier derzeit nicht auf ihre Genauigkeit hin überprüfen. Dieser Beurteilung schloss sich auch der slowakische Nuntius Giuseppe Burzio in Meldungen vom 27. Oktober 1941 und 9. März 1942 über Erschießungen von Juden im Osten an. Burzio hatte lediglich Informationen vom Hörensagen weitergegeben. Weder er noch der Vatikan konnten diese Berichte verifizieren.
Übereinstimmend bezeugen die privilegierten Geheimarchivforscher (Vatikan) Pierre Blet, Robert Graham und Peter Gumpel SJ, dass der Heilige Stuhl während des Krieges über keine gesicherten Informationen zum NS-Genozid am europäischen Judentum verfügt habe. Die beiden Historiker Blet und Graham arbeiteten maßgeblich an der elfbändigen vatikanischen Aktenedition zum Zweiten Weltkrieg (Actes et documents du Saint-Siège relatifs à la Seconde Guerre mondiale) mit und P. Gumpel war der Postulator im Seligsprechungsprozess Pius’ XII.

„Solange der Krieg andauerte, lag Dunkelheit über dem Schicksal der Deportierten. Man kannte die mörderischen Bedingungen, unter denen die Transporte stattfanden. Man zweifelte nicht daran, daß Unterernährung, Zwangsarbeit und Epidemien in den überbevölkerten Lagern Abertausende von Opfern forderten. Man nahm die Berichte über Massaker in Polen, in Russland und anderswo ernst. Aber über diesen eindeutigen Fakten und den Berichten von einigen wenigen Entkommenen über die Todeslager lag ein dichter Nebelschleier, den sogar die Verwandten und die jüdischen Glaubensbrüder der Opfer nicht durchdringen konnten oder wollten.“

„Wußte der Papst vom Auschwitzdrama? Er wußte nicht mehr als die Juden in Amerika und Großbritannien und er wußte soviel wie die Regierungen. Graham macht darauf aufmerksam, daß die Meldungen über massenhafte Judenermordungen sehr ‚ambivalent‘ waren. Weder in Washington noch in London oder bei Zeitungen und jüdischen Organisationen lagen gesicherte Informationen vor. Selbst die Ankläger bei den Nürnberger Kriegsverbrecherprozessen (namentlich der spätere Chefankläger Telford Taylor) seien bei ihren Recherchen überrascht gewesen vom Ausmaß der Judenvernichtung.“

„Man wußte, daß eine große Zahl von Juden ‚nach Osten‘ deportiert wurde, aber sogar die amerikanische Regierung fragte Ende 1942 im Vatikan an, ob er diese Zahlen bestätigen könnte. Sie glaubte es auch nicht. […] Kein Mensch wußte damals etwas Genaueres, auch die Amerikaner nicht, geschweige denn von 6 Millionen Juden, die vernichtet werden sollten.“

Auch der Historiker José Sánchez rät in seiner Studie Pius XII. und der Holocaust zur Vorsicht bei der Beurteilung des vatikanischen Kenntnisstandes über das Ausmaß der Ermordung von Juden. Die Informationsquellen des Heiligen Stuhles seien nicht gut gewesen. Auch habe man nach den Erfahrungen im Ersten Weltkrieg allen Grund gehabt, sehr vorsichtig zu sein bei der Beurteilung von Gräuelnachrichten.
Außerdem konnte man damals kaum die Tötung von Juden von der Tötung zahlreicher anderer Unschuldiger in den Kriegsgebieten unterscheiden.
Nach der Öffnung des Vatikanischen Apostolischen Archives für wissenschaftliche Untersuchungen im März 2020 wurden auf Grundlage der nun verfügbaren Dokumente den vorherigen Positionen widersprüchliche Beurteilungen abgegeben. Der Kirchenhistoriker Hubert Wolf legte in einem Vortrag am 25. April 2023 in Mainz einige zentrale Punkte seiner Forschung dar:
- Der Kardinalstaatssekretär Luigi Maglione äußerte zwar zum Vorwurf aus Taylors Anfrage bezüglich der Massenhinrichtung der Juden durch die deutsche Besatzung in Polen zuerst intern, er glaube nicht, dass der Vatikan über die schwerwiegenden Nachrichten im Einzelnen bestätigende Informationen verfüge (»Non credo che abbiamo informazioni che confermano – in particolare – queste gravissime notizie«), dem widersprach jedoch sein Stellvertreter Giovanni Battista Montini, der spätere Papst Paul VI., in einem Brief am 30. September 1942, dass Informationen darüber von Giovanni Malvezzi, der als Mitglied des Istituto per la Ricostruzione Industriale in Polen zu Besuch war, vorlägen.
- Unabhängig von Giovanni Malvezzi sprach der griechisch-katholische Metropolit von Lemberg Andrej Scheptyzkyj in einem Brief an Pius XII. vom 29. bzw. 31. August 1942 über die Massakrierung von 200.000 Juden.
- Am 10. Oktober 1942 gab Luigi Maglione die offizielle Antwort des Vatikans auf die amerikanische Anfrage, in dem er trotz der unabhängigen Berichte über die Schoa angab, man habe von den „strengen Maßnahmen“ (severi provvedimenti) gegenüber den „Nichtariern“ gehört, könne aber die Genauigkeit der Informationen nicht überprüfen.
- Angelo Dell’Acqua, Mitarbeiter im Staatssekretariat, glaubte den vorliegenden Berichten über den Holocaust nicht, im Falle des Riegner-Telegramms aus der amerikanischen Anfrage, da er Juden einen Hang zur Übertreibung zuschrieb, und im Falle des Briefs des Metropoliten Andrej Scheptyzkyj, da östliche Katholiken nicht vertrauenswürdig seien.

Außerdem übte er Kritik an den Actes et documents du Saint-Siège relatifs à la Seconde Guerre mondiale. In dieser fehlen nun zugängliche Dokumente teilweise oder gänzlich oder wurden nicht ordentlich aufgeführt, obwohl die Autoren der Actes zu diesen Dokumenten Zugang gehabt haben müssen.
- Am 14. Dezember 1942 schrieb der deutsche Jesuit Lothar König an den Privatsekretär des Papstes Robert Leiber:

die letzten Angaben über „Rawa Russka“ [eine vom Vernichtungslager Belzec 22 km entfernte Kleinstadt] mit seinem SS-Hochofen, wo täglich bis zu 6000 Menschen, vor allem Polen und Juden, umgelegt wurden, habe ich erneut über andere Quellen bestätigt gefunden. Auch der Bericht über Oschwitz [ Auschwitz ] bei Kattowitz stimmt.
Unmittelbar nach diesen Erkenntnissen äußerte sich der Papst in der Weihnachtsansprache 1942 zur Schoah. Das NS-Reichssicherheitshauptamt notierte dazu, dass der Papst „in bislang nie dagewesener Weise die Neuordnung der Welt in nationalsozialistischem Sinne kritisiert“ habe. Allerdings verwendete der Papst auch hier eine diplomatische Sprache, da der Heilige Stuhl, überzeugt war, dass die Nazis andernfalls noch grausamer gegen ihre Gegner vorgegangen wären und die Kirche daran gehindert hätten, den Verfolgten zu helfen.
Das erwähnte vorherige Schreiben über die Judenvernichtung in Auschwitz ist bisher, 2023, vom Archivar Giovanni Coco im Archiv des Vatikans noch nicht entdeckt worden.

#### Stellungnahmen ab 1942
Im Dezember gingen viele dringende Appelle beim Vatikan ein, sich für die Juden in Mittel- und Osteuropa einzusetzen. Daraufhin entschied Pius XII. erstmals, persönlich deutlicher Stellung zu beziehen, anstatt über seine Nuntien zu agieren. In seiner Weihnachtsansprache vom 24. Dezember 1942 bekundete er seine Sorge um die

„Hunderttausende, die ohne eigenes Verschulden, bisweilen nur aufgrund ihrer Nationalität oder Rasse dem Tod oder fortschreitender Vernichtung preisgegeben sind.“

Er nannte hier absichtlich weder die Nationalsozialisten noch bestimmte Opfergruppen ausdrücklich.
Gegenüber den Kardinälen erwähnte Pius am 2. Juni 1943 die

„Bitten derjenigen, die sich mit angsterfülltem Herzen flehend an Uns wenden. Es sind dies diejenigen, die wegen ihrer Nationalität oder wegen ihrer Rasse von größerem Unheil und schwereren Schmerzen gequält werden und die auch ohne eigene Schuld bisweilen Einschränkungen unterworfen sind, die ihre Ausrottung bedeuten.“

Die westliche Presse, allen voran The New York Times, verfolgte aufmerksam die Stellungnahmen des Heiligen Stuhls. Die New York Times berichtete 1940 von einer Audienz des deutschen Außenministers Joachim von Ribbentrop, nach der der Außenminister dem Papst vorwarf, auf der Seite der Alliierten zu stehen, und dass Pius XII. mit einer Liste von nationalsozialistischen Grausamkeiten geantwortet haben soll:

„In den flammenden Worten, mit denen sich der Papst an Herrn von Ribbentrop richtete, verteidigte der Heilige Vater die Juden in Deutschland und Polen.“

Auf seine Weihnachtsansprache 1941 reagierte die New York Times:

„Die Stimme von Pius XII. ist eine einsame Stimme im Schweigen und in der Dunkelheit, welche Europa an dieser Weihnacht umfangen. Er ist so ziemlich der einzige Regierende auf dem europäischen Kontinent, der es überhaupt wagt, seine Stimme zu erheben. […] Indem er eine ‚wirklich neue Ordnung‘ forderte, stellte sich der Papst dem Hitlerismus in die Quere. Er ließ keinen Zweifel daran, dass die Ziele der Nazis mit seiner Auffassung vom Frieden Christi unvereinbar sind.“

Ebenso schrieb die New York Times Weihnachten 1942:

„In dieser Weihnacht ist er [der Papst] mehr denn je die einsame aufbegehrende Stimme im Schweigen eines Kontinents… Papst Pius drückt sich so leidenschaftlich aus wie jeder Regierende an unserer Seite, indem er ausführt, dass diejenigen, die an einer neuen Weltordnung bauen wollen, für die freie Wahl einer Regierung und der Religion eintreten müssten. Sie müssten sich dagegen wehren, dass der Staat aus Individuen eine Herde mache, über die er dann verfüge wie über leblose Dinge.“

Auch in seiner Korrespondenz mit den deutschen Bischöfen machte Pius XII. deutlich, dass er davon ausging, eine verständliche Botschaft verkündet zu haben:

„Zu dem, was im deutschen Machtraum zurzeit gegen die Nichtarier vor sich geht, haben Wir in Unserer Weihnachtsbotschaft ein Wort gesagt. Es war kurz, wurde aber gut verstanden.“

Die Regierungen der Vereinigten Staaten und des Vereinigten Königreichs hätten sich, das geht aus der Korrespondenz Franklin D. Roosevelts mit seinem persönlichen Botschafter Myron C. Taylor und dessen Mitarbeiter Harold Tittmann hervor, vom Papst eine deutlichere Äußerung gewünscht. So führte der britische Gesandte beim Heiligen Stuhl, Sir Francis D’Arcy Osborne, aus:

„[…] dass eine solch umfassende Verurteilung, die ebensogut das Bombardement deutscher Städte gemeint haben könnte, nicht dem entspricht, was die englische Regierung erbeten hat.“

Franklin D. Roosevelts Sonderbotschafter berichtete von einem sichtlich erstaunten Papst, der diese Vorhaltungen nicht teilte:

„Was die Weihnachtsbotschaft anbelangt, so machte der Papst mir den Eindruck, daß er aufrichtig glaubt, er habe sich klar genug geäußert, um alle, die im Vergangenen darauf bestanden, er solle einige Worte zur Verurteilung der nationalsozialistischen Grausamkeiten sagen, zufriedenzustellen. Er schien überrascht, als ich ihm sagte, nicht alle Leute seien derselben Ansicht. Er sagte mir, seines Erachtens sei es für alle Welt klar, daß er die Polen, die Juden und die Geiseln meinte, als er von Hunderttausenden von Menschen sprach, die man getötet oder gefoltert habe, ohne ihnen irgendwelche Schuld beimessen zu können, ja manchmal nur auf Grund ihrer Rasse oder ihrer Nationalität. […] Im großen und ganzen meinte er, seine Botschaft müsse vom amerikanischen Volk gut aufgenommen werden, und ich sagte ihm, ich stimmte mit ihm überein.“

Auch die Nationalsozialisten hatten seine Weihnachtsansprache verfolgt und in ihrem Sinne interpretiert. Der Sicherheitsdienst des Reichsführers SS kommentierte die Weihnachtsansprache 1942 folgendermaßen:

„… eine einzige Attacke gegen alles, für das wir einstehen. Der Papst sagt, dass Gott alle Völker und Rassen gleichwertig ansieht. Hier spricht er deutlich zugunsten der Juden… Er beschuldigt das deutsche Volk, Ungerechtigkeiten gegenüber den Juden zu begehen, und macht sich zum Sprecher der jüdischen Kriegsverbrecher.“

Außenminister von Ribbentrop befahl daraufhin dem Gesandten beim Vatikan, Diego von Bergen, dem Vatikan als Reaktion auf die Weihnachtsansprache 1942 mit Vergeltungsmaßnahmen zu drohen. Der Gesandte, der dem Auftrag seines Berliner Vorgesetzten nachkam, berichtete, dass der Papst dem deutschen Gesandten zunächst schweigend zugehört habe. Dann habe er in aller Ruhe gesagt, ihn bekümmere nicht, was ihm zustoßen werde. Doch käme es zu einem Konflikt zwischen der Kirche und dem deutschen Staat, so würde der Staat den Kürzeren ziehen. Kommentar von Bergen:

„Der Papst ist so wenig durch Drohungen zu beeinflussen wie wir selbst.“

Auch von jüdischer Seite wurde das Verhalten Pius’ anerkannt:

„Das Volk von Israel wird nie vergessen, was Seine Heiligkeit für unsere unglücklichen Brüder und Schwestern in dieser höchst tragischen Stunde unserer Geschichte tut. Das ist ein lebendiges Zeugnis der göttlichen Vorsehung in dieser Welt. – Isaak HaLevy Herzog“

#### Intervention bei Hitler
Am 21. Juni 1943 entsandte Pius seinen Nuntius in Berlin, Cesare Orsenigo, zu Hitler. Dieser berichtete:

„In allerhöchstem Auftrag bin ich vor einigen Tagen nach Berchtesgaden geflogen. Ich wurde vom Führer und Kanzler Hitler empfangen, aber sobald ich das Thema Juden und Judentum … angeschnitten hatte, drehte sich Hitler ab, ging ans Fenster und trommelte mit den Fingern gegen die Scheibe. Sie können sich vorstellen, wie peinlich es mir war, im Rücken meines Gesprächspartners mein Vorhaben vorzutragen. Ich tat es trotzdem. Dann drehte sich plötzlich Hitler um, ging an einen Tisch, wo ein Glas Wasser stand, faßte es und schleuderte es wütend auf den Boden. Mit dieser hochdiplomatischen […] Geste durfte ich meine Mission als beendet und gleichzeitig leider als abgelehnt betrachten.“

#### Zur Deportation römischer Juden 1943
Gleich nach der Machtübernahme in Italien (Fall Achse) und der Befreiung Mussolinis (12. September 1943) befahl Hitler die Deportation aller Juden aus Rom. Der Befehl wurde SS-Obersturmbannführer Herbert Kappler, dem örtlichen Befehlshaber der Sicherheitspolizei und des SD, Mitte September mündlich und schriftlich übermittelt. Kenntnis von diesem Vorhaben bekamen der Oberbefehlshaber Süd, Feldmarschall Albert Kesselring, der Stadtkommandant Rainer Stahel, der SS- und Polizeichef in Italien, Obergruppenführer Karl Wolff, sowie die beiden deutschen Botschaften in Rom. Robert Katz behauptet, dass auch Pius XII. von der deutschen Vatikanbotschaft informiert worden sei.
Wegen der angespannten Lage in Rom waren alle deutschen Dienststellen gegen einen Vollzug der Maßnahme – oder zumindest gegen ein schnelles Vorgehen. Daher beorderte Adolf Eichmann noch im September unter der Leitung des bewährten SS-Sturmbannführers Theodor Dannecker ein spezielles Einsatzkommando mit allen Vollmachten nach Rom. Das Kommando kam in der ersten Oktoberwoche in Rom an. Innerhalb von zwei Wochen erarbeiteten Dannecker und sein Stab einen Plan für eine umfassende Razzia.
Am frühen Morgen des Schabbattages am 16. Oktober 1943 begann die sogenannte „Judenaktion“ mit der Abriegelung und systematischen Durchkämmung des alten Ghettos. Gleichzeitig fuhren in ganz Rom kleine Kommandos jene Adressen an, an denen Juden gemeldet waren. Insgesamt sind 1259 Personen jedes Alters verhaftet und in der leer stehenden Kadettenanstalt Collegio Militare di Roma im Palazzo Salviati, in der Nähe des Regina-Coeli-Gefängnisses, nicht weit vom Vatikan entfernt, gesammelt worden. Dort wurden am späten Nachmittag nach näherer Überprüfung der Identitäten 236 Personen wieder freigelassen, weil sie nach den italienischen Rassengesetzen als „jüdische Mischlinge“, Ehegatten aus Mischehen und geschützte Ausländer nicht als Juden galten. Die verbleibenden Menschen seien „hauptsächlich Frauen, Kinder, Kranke, Alte. Ich erinnere mich auch daran, dass eine junge Frau, Marcella Perugia, einen Jungen zur Welt brachte“ (Arminio Wachsberger, zum offiziellen Dolmetscher während der Razzia ernannt).
Unmittelbar nach Beginn der Aktion wurde die katholische Prinzessin Enza Aragona Cortes telefonisch alarmiert. Da sie Pius persönlich kenne, solle sie den Papst um Hilfe bitten. Principessa Aragona fuhr sofort zum Apostolischen Palast und informierte Pius über die Judenverhaftungen auf der anderen Seite des Tiber. Ihre dringende Bitte um Intervention vor Ort schlug der Papst aus. Er beauftragte stattdessen seinen Staatssekretär Kardinal Luigi Maglione, den Vatikan-Botschafter Ernst Freiherr von Weizsäcker einzubestellen und ein Ende der Razzia zu verlangen. Persönlich empfing Pius den Botschafter nicht.
Im Protokoll vermerkte Kardinal Maglione, was er dem Botschafter wörtlich sagte:

„Es ist schmerzhaft für den Heiligen Vater, kaum zu sagen, wie schmerzhaft, dass gerade in Rom unter den Augen des Vaters aller so viele Personen leiden müssen, nur weil sie einer bestimmten Rasse angehören.“

Weizsäcker antwortete, dass er selbst nichts machen könne, da die Anweisungen zur Razzia von „allerhöchster Stelle“ gekommen seien. Von einem Protest des Heiligen Stuhls rate er dringend ab; das würde nur Konsequenzen für die Kirche provozieren. Das Gespräch endete ohne greifbares Ergebnis.
Nach diesem vergeblichen Vorstoß auf diplomatischer Ebene versuchte Pius XII. über die Stadtkommandantur, die Razzia aufzuhalten. Er sandte am Nachmittag seinen Verbindungsmann zu den deutschen Dienststellen, den Generalsuperior der Salvatorianer Pater Pankratius Pfeiffer, zu den deutschen Dienststellen und zu General Stahel. Doch auch Stahel wies das Ansinnen von sich mit der Bemerkung, dass er nichts damit zu schaffen habe; die Aktion sei allein Sache der SS. „Trotzdem habe ich selbstverständlich Ihre Bedenken den zuständigen Stellen umgehend zur Kenntnis gebracht.“ Weitere Versuche bei anderen Dienststellen unternahm Pius nicht. Weder zum örtlichen SD-Hauptquartier in der Via Tasso noch zum Feldmarschall Albert Kesselring noch zum verantwortlichen höchsten SS-Polizeichef Karl Wolff noch zum eigenen Nuntius in Berlin (Cesare Orsenigo) wurde Kontakt aufgenommen. Der Heilige Stuhl sah auch von einer Presseverlautbarung ab.
Der Neffe des Papstes, Carlo Pacelli, nahm am Morgen des 16. Oktober wegen der Razzia Kontakt mit dem Bischof der deutschen Gemeinde zu Rom, Alois Hudal, auf. Hudal schrieb daraufhin noch am 16. Oktober in einem Brief an den Stadtkommandanten Stahel, dass ein päpstlicher Protest drohe, falls die Razzia weitergehe. Bischof Hudal hielt später in einer kurzen Notiz fest, dass General Stahel ihn am Sonntag (17. Oktober) angerufen und mitgeteilt habe, dass die Razzia eingestellt werde. Er habe mit Heinrich Himmler (Reichsführer SS) telefoniert und ihm die angespannte Situation in Rom erläutert, woraufhin dieser die Razzia habe abbrechen lassen. Ob es dieses Telefonat wirklich gab und welche Wirkung es ggf. hatte, ist noch nicht geklärt.
Die verhafteten Juden Roms wurden nach zwei Tagen Internierung am Montag, den 18. Oktober, vom römischen Verladebahnhof Tiburtina aus in achtzehn Viehwaggons direkt nach Auschwitz deportiert (Transportnr.: X70469). Dort kamen sie am Freitagabend an. Während der Fahrt starben mindestens sieben Menschen und am Samstagmorgen, dem 23. Oktober, wurde der Transport von Josef Mengele „selektiert“. Er musterte 184 Menschen, ein Drittel davon Frauen, als arbeitsfähig aus, die übrigen 839 Personen schickte er sofort in die Gaskammer des KZ Auschwitz-Birkenau. Von den „Arbeitsfähigen“ überlebten 15 Männer und eine Frau das KZ. Die einzige überlebende Frau, Signora Settimia Spizzichino, erhob später Vorwürfe gegen Pius XII.: Er habe es unterlassen, auch nur ein einziges Kind zu retten – dies hätte er ohne eigenes Risiko tun können.
Einige Tage nach der Razzia bestimmte Pius XII. kraft seines Amtes allgemeines Kirchenasyl für alle jetzt untergetauchten und flüchtigen Juden in Rom und im besetzten Italien. Zu den Asylorten zählten die Klöster, andere kirchliche Häuser und Institute, die Patriarchalbasiliken, der päpstliche Sommersitz Castel Gandolfo und der Vatikan selbst. Nach verlässlichen Schätzungen konnten sich allein in Rom bis zur Befreiung am 4. Juni 1944 in mindestens 150 Einrichtungen rund 4500 Juden versteckt halten.
Mittlerweile ist in der Forschung nahezu unstrittig, dass die folgenreiche Asylorder von Pius XII. persönlich kam. Es gibt vereinzelten Widerspruch: Susan Zuccotti bestreitet eine Verbindung zum Papst und begründet dies damit, dass belegende Dokumente fehlen. Die vereinzelte Aufnahme schutzsuchender Juden sei auf eigenen Entschluss von Klöstern erfolgt.
Die Asylaktion wurde in Berlin als offene Provokation aufgefasst. Klaus Kühlwein deutete 2008 in seiner Schrift Warum der Papst schwieg das überraschende Asyldekret als abrupte Kehrtwende der vatikanischen Politik und schrieb pointiert von einem „Damaskus-Erlebnis“ bei Pius XII. 2015 veröffentlichte Kühlwein einen Offenen Brief an Papst Franziskus, in dem er diesen bat, den „im Vatikan unterstützten Mythos über Pius XII. als Retter der Juden während der Razzia“ zu beenden. Dieser Mythos verdränge die Wahrheit und verhindere die aussöhnende Erinnerung.
Während der deutschen Besatzung Roms unterlief Pius die Verhaftungswelle wirkungsvoll, indem er Pater Pankratius Pfeiffer direkte Order erteilte, für wen er sich im Einzelnen bei der Besatzung oder bei der SS einzusetzen habe. Auf diese Weise konnten viele Menschen befreit werden, die die Besatzer bereits inhaftiert hatten, darunter Kommunisten, Royalisten und Juden. Bei dem alsbald als „Engel von Rom“ stadtbekannten Pankratius Pfeiffer machten viele italienische Familien Eingaben für ihre gefangenen Angehörigen. 90 Prozent der später als „Pfeiffers Liste“ bekannt gewordenen Initiativen gehen auf direkte Order Pius’ XII. zurück.
Zu erwähnen ist, dass während dieser Zeit Pius XII. selbst Gefangener im Vatikan war. Schon zu Beginn der Machtübernahme in Rom plante Hitler die Entführung des Papstes und seine Internierung in Deutschland. Einen entsprechenden Befehl zur Vorbereitung der Aktion erteilte er SS-General Wolff. Allerdings zögerte Hitler so lange mit dem endgültigen Einsatzbefehl, dass die Aktion am Ende nicht mehr ausgeführt werden konnte. Pius selbst rechnete ernsthaft mit einer Besetzung des Vatikans und der Verhaftung seiner Person. Für diesen Fall hatte er einen schriftlichen Amtsverzicht vorbereitet.
Nach der Befreiung Roms durch die Alliierten bekam Pius zahlreiche Dankbesuche und Dankschreiben von jüdischen Organisationen und einzelnen Repräsentanten für seine Rettungsaktion durch Kirchenasyl. Der damalige Großrabbiner von Rom Israel Zolli, der ebenfalls durch das Kirchenasyl die Verfolgung überlebte, ließ sich 1945 katholisch taufen und nahm als Taufnamen Eugenio Pio an, den bürgerlichen Namen und den Papstnamen Pius’ XII.

#### Zu slowakischen Juden 1943
Im Frühjahr 1943 verhinderte Pius XII. auf diplomatischem Wege die Fortsetzung der von der kollaborierenden slowakischen Regierung betriebenen Judendeportationen. Dieser Schritt wird vereinzelt unter den Verdacht gestellt, der Papst habe in erster Linie dem Ansehen der Kirche helfen wollen. Denn in der Slowakei bekleidete der Priester Jozef Tiso, vgl. auch Klerikalfaschismus, das Amt des Präsidenten, und auch weitere hohe Staatsämter wurden von Geistlichen ausgeübt. Der „Außenminister“ des Vatikans, Domenico Tardini, stellte fest, dass die slowakische Beteiligung an den Judendeportationen dem Ansehen der Kirche massiv schaden könnte. In der Vermutung, dass die Juden nach Kriegsende auf der Seite der Sieger stehen würden, habe der Papst sodann zum Handeln geraten. Eine andere Sicht der Dinge lässt aber auch den Schluss zu, dass Pius XII. es in diesem Einzelfall besonders leicht hatte, da der Präsident der Slowakei ein Priester war. Weitere diplomatische Eingaben ähnlicher Intention an andere Regierungen hatten nicht den gleichen Erfolg.

#### Zu polnischen Juden
Der Vatikan weigerte sich, die deutschen Eroberungen (Überfall auf Polen) und Annexionen in Polen (Generalgouvernement) anzuerkennen, solange nicht entsprechende Friedensverträge unterzeichnet seien. Hitler antwortete damit, dass er das Reichskonkordat fortan ausschließlich auf das Gebiet des Altreichs anwende. Dies bedeutete eine Einengung des Zuständigkeitsbereichs des vatikanischen Nuntius in Deutschland auf ebendieses Gebiet. Wenn der Vatikan die deutsche Anwesenheit in diesen besetzten und eroberten Gebiete nicht anerkenne, so Hitler, dann anerkenne Deutschland auch nicht das Recht des Hl. Stuhles, mit ihm irgendein diesen Raum betreffendes Problem zu erörtern. So wurde in den deutsch besetzten Gebieten durch die Reichsregierung ein „vertragsloser Zustand“, also ein konkordatsloser Status, herbeigeführt. Von diesem Moment an hatte das deutsche Außenministerium einen leichten Vorwand, die Appelle und Proteste des Hl. Stuhles, die sich auf Vorkommnisse in jenen Gebieten bezogen, abzuweisen. Eingaben dieses Inhalts wurden den jeweiligen Überbringern teilweise urschriftlich zurückgegeben und fanden daher nicht den Eingang in die entsprechenden Archive oder blieben in den Registerschränken des Auswärtigen Amts liegen.
Zudem waren allein in Polen etwa 2000 Priester und Ordensleute, darunter vier Bischöfe, ermordet worden. Die Struktur der katholischen Kirche in Polen war so sehr zerstört, dass die verbliebene keine zentral gesteuerten Maßnahmen mehr erlaubte. Vatikanischer Diplomatenverkehr in das Generalgouvernement war aufgrund der genannten Haltung der Reichsregierung nur höchst eingeschränkt möglich. Ab Mitte 1943 bestand praktisch kein Kontakt zwischen Vatikan und polnischer Kirche mehr.

#### Abwägung der Folgen von Protesten
Dem Verhalten von Pius XII. lag die Vermutung zu Grunde, dass ein öffentlicher Protest die Nationalsozialisten nicht dazu bewegen würde, ihre Haltung zu ändern, sondern im Gegenteil diese provozieren würde, noch schärfere Maßnahmen zu ergreifen, trotz der Erfahrung des Protests Clemens August Graf von Galens, des Bischofs von Münster, der die zumindest zeitweilige Einstellung der Euthanasie zur Folge hatte. Dass es auf laute öffentliche Proteste hin zu gezielter Repression kommen konnte, belegen die Geschehnisse in den Niederlanden. Dort hatten die katholischen Bischöfe gegen die bevorstehenden Deportationen protestiert, woraufhin die deutsche Besatzungsmacht Ende 1942 gezielt Katholiken jüdischer Abstammung inhaftierte und deportierte. Arthur Seyß-Inquart bezeichnete die Deportation katholischer Juden in einer Stellungnahme vom 3. August als „Gegenmaßnahme gegen den Hirtenbrief vom 26. Juli“. Papst Pius sah sich daher gezwungen, eine Abwägung zu treffen:

„Den an Ort und Stelle tätigen Oberhirten überlassen Wir es, abzuwägen, ob und bis zu welchem Grade die Gefahr von Vergeltungsmaßnahmen und Druckmitteln im Falle bischöflicher Kundgebungen sowie andere vielleicht durch die Länge und Psychologie des Krieges verursachten Umstände es ratsam erscheinen lassen, trotz der angeführten Beweggründe, ad maiora mala vitanda Zurückhaltung zu üben. Hier liegt einer der Gründe, warum Wir selber Uns in Unseren Kundgebungen Beschränkung auferlegen; die Erfahrung, die Wir im Jahre 1942 mit päpstlichen, von Uns aus für die Weitergabe an die Gläubigen freigestellten Schriftstücken gemacht haben, rechtfertigt, soweit Wir sehen, Unsere Haltung.“

#### Zu deutschen Bischöfen
Pius XII. unterließ es nicht, den Bischöfen in Deutschland Mut zuzusprechen, ihrerseits für die Menschlichkeit einzustehen und sich nicht durch den Gedanken an einen „Vaterlandsverrat“ davon abhalten zu lassen. Er ermunterte sie sogar, in einzelnen Fragen ihre Stimme zu erheben. Hierdurch trat Pius offen der auf Beschwichtigung und Nichtkonfrontation ausgerichteten Linie der Deutschen Bischofskonferenz entgegen. Diese in der Deutschen Bischofskonferenz mehrheitlich vertretene Linie wurde vor allem von ihrem Vorsitzenden Kardinal Bertram, dem Erzbischof von Breslau, vorgegeben. Ihr entgegengetreten sind im Wesentlichen nur Clemens August Graf von Galen, Joannes Baptista Sproll, Konrad von Preysing und Kardinal Faulhaber.

„Man wende nicht ein, daß bischöfliche Kundgebungen, die mutvoll der eigenen Regierung gegenüber für die Rechte der Religion, der Kirche, der menschlichen Persönlichkeit, für Schutzlose, von der öffentlichen Macht Vergewaltigte eintreten, gleichviel ob die Betroffenen Kinder der Kirche oder Außenstehende sind – daß solche Kundgebungen eurem Vaterland in der Weltöffentlichkeit schaden. Jenes mutvolle Eintreten für Recht und Menschlichkeit stellt euer Vaterland nicht bloß, wird euch und ihm vielmehr in der Weltöffentlichkeit Achtung schaffen und kann sich in Zukunft sehr zu seinem Besten auswirken. […] Es hat Uns, um ein naheliegendes Beispiel zu nehmen, getröstet, zu hören, daß die Katholiken, gerade auch die Berliner Katholiken, den sogenannten Nichtariern in ihrer Bedrängnis viel Liebe entgegengebracht haben, und Wir sagen in diesem Zusammenhang ein besonderes Wort väterlicher Anerkennung wie innigen Mitgefühls dem in Gefangenschaft befindlichen Prälaten Lichtenberg.“

Von den Verurteilungen des Nationalsozialismus, die sein Vorgänger Pius XI. während seiner Amtszeit öffentlich ausgesprochen hatte, nahm Pius XII. nie etwas zurück noch relativierte er sie jemals.

### Lehramt
Pius XII. erließ 40 Enzykliken und war damit einer der aktivsten Päpste im Blick auf Lehrentscheidungen. Besondere Beachtung fanden neben Summi pontificatus
- Mystici Corporis (29. Juni 1943): Damit versuchte er erstmals, die moderne römisch-katholische Ekklesiologie zu formulieren, die das Erste Vatikanische Konzil offengelassen hatte. Daran knüpfte das Zweite Vatikanische Konzil an.
- Divino afflante Spiritu (30. September 1943): Damit gab der Vatikan der historisch-kritischen Bibelwissenschaft größeren Spielraum gegenüber dem Dogma.
- Provida Mater (2. Februar 1947): Damit ließ er die sogenannten Weltlichen Institute neben den Orden zu und ermöglichte Laien eine eigenständige christliche Form des Zusammenlebens.
- Mediator Dei (20. November 1947): Damit erkannte er die liturgische Bewegung an, wobei er die Autorität der Priester gegenüber den Laien stark hervorhob.
- Humani generis (12. August 1950): Damit grenzte er sich gegen Versuche der neo-modernistischen „Nouvelle Théologie“ in Frankreich ab, scholastische Kategorien aufzunehmen, aber mit neuen Inhalten zu füllen. Demgegenüber hielt er am unverrückbaren Vorrang des päpstlichen Lehramts fest.
- Haurietis aquas (15. Mai 1956): eine Enzyklika zur Herz-Jesu-Verehrung.

Als wichtigste Lehrentscheidung dieses Papstes gilt die Apostolische Konstitution Munificentissimus Deus vom 1. November 1950, die die leibliche Aufnahme Mariens in den Himmel als Dogma proklamierte. Dies war das erste Mal seit dem Ersten Vatikanischen Konzil 1870 – und bis heute das einzige Mal –, dass ein Papst von seiner Unfehlbarkeit in Fragen der Lehre Gebrauch machte. Dem folgte am 11. Oktober 1954 die Enzyklika Ad caeli reginam, die das Fest vom Königtum Marias einsetzte.
Zur Soziallehre und vielen sozialen und politischen Fragen nahm Pius in Form zahlreicher Vorträge, Ansprachen und Radiobotschaften Stellung, darunter 1944 zu Regierungsformen: Die christlich geläuterte parlamentarische Demokratie sei autoritären Systemen heute vorzuziehen. Traditionell bevorzugte die katholische Kirche wegen ihrer eigenen monarchischen Struktur eher die Monarchie. Die Aufzeichnungen seiner Äußerungen zur Soziallehre umfassen über 4000 Seiten.
Die von seinem Vorgänger begonnene Enzyklika zum Antisemitismus stellte Pius XII. nicht fertig und erwähnte sie nie. Der Entwurf dazu wurde erst 2003 bei der Freigabe des Archivs aus der Regierungszeit Pius’ XI. bekannt. Der Kirchenhistoriker Hubert Wolf führt die Entscheidung seines Nachfolgers nicht auf eine Billigung des Antisemitismus, sondern auf sein Amtsverständnis zurück: Für Pius XII. sollte der Heilige Stuhl als Oberhaupt aller Katholiken strikte Neutralität in politischen Fragen wahren, zu denen er auch die „Judenfrage“ gezählt habe. Wichtige Aussagen über die Einheit des Menschengeschlechtes sind allerdings in seine Antrittsenzyklika Summi pontificatus übernommen worden.
Erhebliche Folgen besonders in Italien hatte das Dekret des Heiligen Offiziums vom 1. Juli 1949, das jedem Katholiken mit der Exkommunikation drohte, der einer kommunistischen Partei beitritt, kommunistische Bücher und Zeitschriften herausgibt, sie liest oder in ihnen schreibt. Papst Pius XII. verkündete dieses Dekret am 13. Juli 1949.
Pius XII. änderte auch das Vorgehen bei der ausnahmsweisen Aufnahme verheirateter, vormals protestantischer Pfarrer als Priester in die römisch-katholische Kirche. Bis dahin war dies – bei fortbestehendem Eheband – nur möglich gewesen, wenn die Frau zugleich in ein Kloster eintrat.

### Nachkriegszeit
Ob es sich bei Fluchthilfeaktionen für als Kriegsverbrecher gesuchte Nationalsozialisten um Handlungen einzelner Vatikanvertreter oder um eine organisierte Aktion handelte und wie viel Papst Pius XII. darüber wusste, ist umstritten (siehe dazu Rattenlinien). Die Alliierten lehnten den Wunsch des Papstes, an den Friedensverhandlungen mit den „kleinen Verlierern“ des Zweiten Weltkrieges teilzunehmen, ab.
In einer programmatischen Ansprache am 21. Oktober 1945 an alle katholischen Frauenverbände Italiens widmete er sich der Stellung der Frau in der Gesellschaft und betonte ihr Recht, in selbst gewählter Form am politisch-gesellschaftlichen Leben teilzunehmen. Er zeigte sich anschließend enttäuscht, dass sein aufklärerisches Gedankengut unterdrückt worden sei; der Osservatore Romano vermutete in einem Artikel am 30. August 1955 zum zehnten Jahrestag der päpstlichen Ansprache, dass die geringe Wirkung der päpstlichen Botschaft „in einer hartnäckigen und weit verbreiteten antifeministischen Mentalität zu suchen ist, die den richtigen persönlichen Wert der Frau ... , die ihr nach dem Plan des Schöpfers ... zufällt, nicht anerkennen will“.
In zwei Konsistorien 1946 und 1953 ernannte Pius XII. insgesamt 56 neue Kardinäle. Er erweiterte und internationalisierte damit das Heilige Kollegium, so dass es seither Vertreter fast aller Kontinente umfasst (Afrika bekam erst 1960 unter Johannes XXIII. seinen ersten Kardinal). Er schloss weitere Konkordate mit Portugal (1940), Spanien (1953), der Dominikanischen Republik (1954) und Bolivien (1957). Er förderte die Herausbildung einer einheimischen Kirchenhierarchie in Staaten der „Dritten Welt“, um deren Eigenständigkeit und Unabhängigkeit zu betonen (unter anderem 1946 Republik China, 1951 Südafrika, 1955 Birma).
Pius nahm 33 Heiligsprechungen vor, darunter die seines frühen Förderers Pius X. Vor den Kardinälen äußerte sich der Papst am 2. Juni 1945 rückblickend zum Nationalsozialismus und zur Lage in Deutschland. In seiner Weihnachtsbotschaft 1950 gab er öffentlich bekannt, dass das Grab des Apostels Simon Petrus in einer römischen Nekropole bei Ausgrabungsarbeiten, mit denen er Prälat Ludwig Kaas beauftragt hatte, unter dem Hochaltar des Petersdoms in Rom gefunden worden sei.
Für das Heilige Jahr 1950 erließ Papst Pius XII. ein Gebet für das Heilige Jahr, das vom Vorbeter und Allen im Wechsel zu beten war. Dazu hatte er „folgende Ablässe verliehen:
1. Einen Ablaß von sieben Jahren, so oft es verrichtet wird.
2. Einen vollkommenen Ablaß im Monat, wenn es den ganzen Monat lang täglich verrichtet wurde und wenn außerdem die hl. Sakramente der Buße und des Altares empfangen werden.“

### Spätphase und Tod
Pius XII. schnitt seine Amtsführung im Vatikan in den Nachkriegsjahren so sehr auf seine Person zu, dass er für die Zeitgenossen zum Inbegriff des Papsttums überhaupt wurde. Nach dem Tode Luigi Magliones 1944 ernannte er keinen Kardinalstaatssekretär mehr, sondern übte dieses Amt fortan in Personalunion aus. 1952 ernannte er in seinem zweiten und letzten Konsistorium stattdessen zwei Pro-Staatssekretäre. Domenico Tardini amtierte bis 1958 und neben ihm von 1952 bis 1954 Giovanni Battista Montini (der spätere Papst Paul VI.); beide hatten den Kardinalshut abgelehnt und wurden daher erst von Papst Johannes XXIII. im Dezember 1958 zu Kardinälen erhoben. Pius XII. ernannte 1941, als Lorenzo Lauri starb, auch keinen Camerlengo mehr. Das Amt blieb bis 1958 vakant. Bei Eintritt der Sedisvakanz am 9. Oktober 1958 bestimmten die Kardinäle, dass Benedetto Aloisi Masella die Aufgaben des Camerlengos wahrnehmen sollte, während Kardinal Tisserant als Kardinaldekan die Versiegelung der Privatgemächer und das Zerbrechen des Ringes vornahm.
Da Pius XII. im Frühjahr 1954 schwer erkrankte, wurde bei seiner Behandlung Paul Niehans hinzugezogen. Das Bulletin des päpstlichen Leibarztes Riccardo Galeazzi-Lisi vom 5. Februar 1954 brachte keine Hoffnung auf Besserung zum Ausdruck. In den Darstellungen des durch Schwester Pascalina Lehnert hinzugerufenen Arztes Niehans wird erwähnt, dass der Papst infolge einer Gastritis stark abmagerte und wochenlang an Schluckauf litt. Dies gilt als Resultat des manchmal 20-stündigen Arbeitstages des Papstes. Durch eine Zelltherapie konnte er den Papst kurieren. Vor dem Weihnachtsfest desselben Jahres erlitt Pius einen Zwerchfellbruch mit Magenblutungen und erneutem Schluckauf, die wiederum von Niehans kuriert wurden.
So ließ ab 1954 die Schaffenskraft des alternden Papstes nach. Der französische Philosoph Jean Guitton bezeugte, dass Pius XII. angesichts der Zeitumstände eine klare Vorahnung davon hatte, dass er der letzte Papst typisch römischer Tradition sein werde („Il disait lui-même qu’il était ‚le dernier pape‘, ultime chaînon d’une longue dynastie“), seine Nachfolger also vor neuen Fragen stehen würden. Nach dem Zeugnis Domenico Kardinal Tardinis und des Jesuiten Riccardo Lombardi sah der Papst bereits voraus, dass sein Nachfolger ein Konzil einberufen werde; er selbst hatte dazu bereits in den 40er Jahren umfangreiche Vorarbeiten durchführen, jedoch wegen seiner abnehmenden Gesundheit wieder unterbrechen lassen. Sie wurden später von Johannes XXIII. zur Vorbereitung des Zweiten Vatikanischen Konzils herangezogen, dessen Dokumente vielfach auf das umfangreiche Lehramt Pius’ XII. Bezug nehmen und ihn über tausend Mal und damit (nach der Heiligen Schrift) am häufigsten zitieren. Dabei sind diese Zitate nach den Worten Papst Benedikts XVI. „nicht nur Anmerkungen zur Bekräftigung dessen, was im Text gesagt wurde, sondern sie bieten einen Interpretationsschlüssel dafür“, weshalb die Lehre des Pacelli-Papstes heute noch von größter Bedeutung für die katholische Kirche ist.
Im Dezember 1956 verurteilte Pius XII. den Ansatz italienischer Linkskatholiken, demzufolge der Kommunismus als unvermeidlicher Abschnitt der geschichtlichen Entwicklung anzusehen und der Dialog mit Kommunisten daher gerechtfertigt sei. Nach Ansicht des Heiligen Offiziums unter Kardinal Alfredo Ottaviani war dieser Ansatz dazu geeignet, für erhebliche Verwirrung der Gläubigen in kommunistisch regierten Staaten zu sorgen.
Papst Pius XII. litt über vier Jahre an sich verschlimmernden Gesundheitsstörungen, die es der stark auf seine Person konzentrierten Kurie erschwerten, die Kirchenregierung weiter zu gewährleisten. Am 5. Oktober 1958 feierte er seine letzte Heilige Messe und tätigte im Anschluss daran den Ausspruch „Adesso non posso più“ („Ich kann jetzt nicht mehr“). Pius XII. erlitt in Castel Gandolfo am 6. Oktober zwei und am 8. Oktober einen weiteren Schlaganfall, an deren Folgen er mit 82 Jahren starb. Sein Tod war mehr noch als bei seinem Vorgänger von weltweiter Anteilnahme und Würdigungen seiner Person begleitet.
In seinem Testament hatte Pius geschrieben:

„Sei mir gnädig, o Herr, nach deiner großen Barmherzigkeit. Die Vergegenwärtigung der Mängel und Fehler, die während eines so langen Pontifikates und in solch schwerer Zeit begangen wurden, hat mir meine Unzulänglichkeit klar vor Augen geführt.“

Der Leibarzt Pius’ XII., Riccardo Galeazzi-Lisi, sorgte nach dessen Tod für einen Skandal, als er Boulevardzeitungen Details aus der Krankengeschichte und heimlich aufgenommene Fotos des Papstes zum Kauf anbot. Als kompletter Fehlschlag erwiesen sich auch die Versuche der vatikanischen Totengräber, den Leichnam des Papstes nach althergebrachten Rezepturen für das Trauerzeremoniell vorzubereiten. Beim Tod des Papstes entschied man sich gegen moderne Einbalsamierungsmethoden und benutzte Kräuter und ätherische Öle für die Konservierung. Dabei wurde der Tote zeitweilig in Klarsichtfolie eingewickelt, damit die Mittel besser einwirken konnten. Dennoch konnte die Wirkung die einsetzende Verwesung nur ungenügend aufhalten. Wegen des unerträglichen Geruchs kollabierten die an der Bahre des Papstes eingesetzten Gardisten und mussten in immer kürzeren Abständen ausgewechselt werden. Im Petersdom wurde Pius XII. auf einem hohen Podest aufgebahrt, damit die Gläubigen die Verfärbungen an Gesicht und Händen nicht wahrnehmen mussten. Seine letzte Ruhe fand Pius in der Krypta des Petersdoms, nur sechs Meter vom Petrusgrab entfernt, womit wohl seine Verdienste bei den archäologischen Ausgrabungen in Alt-St. Peter und der Capella Clementina gewürdigt werden sollten.

## Ehrungen und Seligsprechungsverfahren

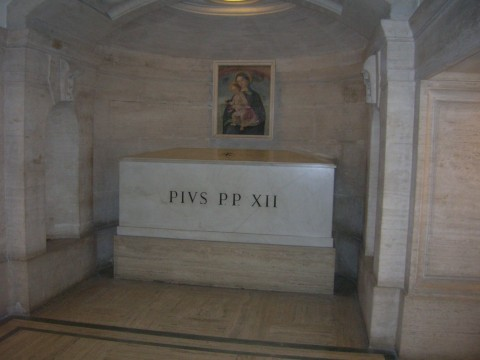
Grab Pius’ XII. in den Vatikanischen Grotten des Petersdoms in Rom

Nach Pius XII. wurde 1949, also noch zu Lebzeiten, auf Beschluss des Magistrats von Groß-Berlin die Pacelliallee in Berlin-Dahlem benannt, da sich an dieser Straße das Bischöfliche Ordinariat der katholischen Kirche befand. Weitere nach ihm benannte Straßen sind die Pacelliallee in Fulda und die Pacellistraße in München. Die Stadt Trier nannte 1957 zum 30. Jahrestag des Besuches von Pius XII. als Nuntius 1927 einen Teil der Moselstraße in Pacelliufer um.
Papst Paul VI. eröffnete 1965 den Seligsprechungsprozess für Pius XII. Als Voraussetzung für dessen Seligsprechung votierte die zuständige Kongregation für die Selig- und Heiligsprechungsprozesse im Mai 2007 zugunsten des heroischen Tugendgrades des Papstes. Papst Benedikt XVI. würdigte seinen Vorgänger anlässlich des 50. Todestages am 9. Oktober 2008 mit einer feierlichen Messe im Kreise der Teilnehmer der Bischofssynode. In der Predigt hob Benedikt XVI. die Leistungen Pius’ XII. hervor und verteidigte ihn offen gegen Kritik.
Das Seligsprechungsverfahren für Pius XII. hat am 19. Dezember 2009 eine weitere wichtige Hürde genommen. Papst Benedikt XVI. hat an diesem Tag seinem Vorgänger den heroischen Tugendgrad zuerkannt. Damit ist das Beatifikationsverfahren in die entscheidende Phase getreten. Für die Seligsprechung des Pacelli-Papstes braucht es noch den Nachweis einer Wunderheilung.

## Historische Debatte

### Kritikpunkte
Die Haltung Papst Pius’ XII. in der NS-Zeit wird seit dem Erscheinen von Rolf Hochhuths Drama Der Stellvertreter 1963 kontrovers diskutiert; Pacelli haftet aufgrund Hochhuths Kritik bis heute der Beiname „Hitlers Papst“ an. Der Hauptvorwurf lautet seitdem: Pius XII. habe gegenüber dem Holocaust trotz zahlreicher Bitten um öffentlichen Protest beharrlich geschwiegen, sei es aus Gleichgültigkeit, Deutschfreundlichkeit oder Kommunistenangst.
Die Kritik an der Haltung von Pius XII. in der NS-Zeit umfasst folgende Einzelpunkte:
- Er habe Deutschland, die Deutschen und das NS-Regime wegen seiner langjährigen Amtszeit als Nuntius bevorzugt.
- Er habe das NS-Regime mit dem Reichskonkordat international legitimiert und die Ausschaltung der Zentrumspartei als Preis dafür billigend in Kauf genommen oder sogar heimlich geplant.
- Er habe 1939 nicht gegen den deutschen Überfall auf Polen protestiert, sondern die Polen gedrängt, auf Hitlers unrechtmäßige Forderungen einzugehen. Später habe er ebenso wenig gegen den Westfeldzug protestiert.
- Er habe im Luftkrieg einseitig gegen die Alliierten Partei ergriffen, indem er zwar den deutschen, nicht aber den britischen Bischöfen sein Mitgefühl ausgesprochen habe.
- Er habe die Antisemiten unter den deutschen Bischöfen nicht zurechtgewiesen und die Regimekritiker unter ihnen zu wenig unterstützt.
- Er habe die antisemitischen Gesetze der Vichy-Regierung nicht verurteilt, sondern diese Léon Bérard gegenüber gebilligt.
- Er habe den Diktator Kroatiens, Ante Pavelić, bei der Verfolgung von Serben und Juden unterstützt, da dieser der katholischen Kirche mehr Rechte eingeräumt habe.
- Er habe den katholischen Priester Jozef Tiso als Regent der Slowakei wegen dessen Judenverfolgung nicht ermahnt und bestraft.
- Er habe die Razzia zum Aufgreifen römischer Juden im Oktober 1943 nicht durch rechtzeitigen Protest verhindert. Italienische Katholiken hätten den verfolgten Juden ohne Billigung des Vatikans geholfen.
- Er habe Nationalsozialisten und anderen Kriegsverbrechern nach Kriegsende zu Flucht und Amnestie verholfen.
- Er habe öffentlich gegen den Kommunismus Stellung bezogen und italienischen Katholiken für die Wahl von Kommunisten sogar Exkommunikation angedroht, während er dies gegenüber Nationalsozialisten unterlassen habe.
- Er habe auch nach 1945 so getan, als habe die römisch-katholische Kirche in der NS-Zeit keine Fehler gemacht, und dadurch ein Schuldbekenntnis für kirchliches Versagen, wie es die EKD im Stuttgarter Schuldbekenntnis 1945 aussprach, von Seiten der deutschen Bischöfe verhindert.[144]

Durch die allmähliche Verbesserung der Quellenlage wurden viele Kritikpunkte Hochhuths widerlegt oder relativiert. Doch Hochhuths Werk bestimmt weiterhin die moralischen und historischen Fragen: Welche Haltung hatte dieser Papst zur NS-Ideologie und -Politik? Welche Kenntnis von der Judenverfolgung, besonders vom Holocaust, hatte er und seit wann? Welche Handlungsspielräume hatte und welche nutzte er gegenüber dem NS-Regime und dessen Helfern? Welche Alternativen gab es zu seiner Haltung?
Reiner Möckelmann kritisiert, dass Hitler nie exkommuniziert und Mein Kampf nie vom Vatikan indiziert wurde, obwohl Joseph Goebbels wegen der Heirat mit Magda Goebbels exkommuniziert und Alfred Rosenbergs Der Mythus des 20. Jahrhunderts im Februar 1934 auf den Index gesetzt wurde. David Kertzer beschrieb in seinem 2022 erschienenen Buch The Pope at War Pius XII. als Papst, nach dessen Überzeugung eine neutrale Haltung der einzige Weg sei, die Interessen der römisch-katholischen Kirche im Zweiten Weltkrieg zu schützen. Pius sei demnach kein Unterstützer des NS-Regimes gewesen, allerdings auch kein Streiter für verfolgte Juden. Pius hatte laut Kertzer während der Razzia in Rom im Oktober 1943 dahingehend interveniert, dass zum Katholizismus konvertierte Juden vom Transport nach Auschwitz ausgenommen wurden.

### Entwicklung
Der jüdische Historiker Léon Poliakov kritisierte 1950 in einem Artikel, Pius XII. habe zu den antisemitischen Gesetzen der Vichy-Regierung geschwiegen und sie dadurch gebilligt. Er sei insgesamt nicht so „freimütig“ gewesen wie sein Vorgänger, sondern habe wegen der Erwartung, Hitler werde Stalin eventuell besiegen, „übermäßige Vorsicht“ gegenüber dem NS-Regime walten lassen. Andererseits lobte Poliakov konkrete Hilfeleistungen des Papstes für verfolgte Juden.
Da Rolf Hochhuth sich auf eigene Recherchen in Vatikanakten und persönliche Gespräche mit Mitarbeitern des Papstes gestützt, die Fundorte aber vielfach nicht angegeben hatte, untersuchten Historiker viele damals verfügbare Akten erstmals genauer. Alberto Giovannetti beurteilte die Vatikandiplomatie im Vorfeld des Zweiten Weltkriegs 1963 positiv, Guenter Lewy gelangte anhand der Archive deutscher Bistümer zu einer moderaten Papstkritik. Saul Friedländer schloss 1964 aus diplomatischen Akten staatlicher, meist der deutschen Botschaften beim Vatikan und Italiens: Pius habe einerseits bis 1944 eine Vorliebe für Deutschland gehabt, andererseits eine übergroße Furcht vor kommunistischer Eroberung Europas. Er habe lange auf Aussöhnung der Alliierten mit Hitler als Bollwerk gegen Stalin gehofft. 1966 sah er diese Einschätzung durch neu veröffentlichte Akten bestätigt. Der Journalist Carlo Falconi folgerte 1965 aus bis dahin unerforschten Akten in Polen und Kroatien: Pius habe „aus achtenswerten, wenn auch nicht zureichenden Gründen“ über die ihm bekannten Verbrechen der Nationalsozialisten und ihrer Helfer geschwiegen. Diese Kritik schließe Anerkennung seiner unbestreitbaren Versuche, den Krieg zu verhindern und den Kriegsopfern zu helfen, nicht aus.
1967 veröffentlichte der US-amerikanische Journalist Robert Katz das Buch Mord in Rom zu den Vorgängen während der deutschen Besetzung Roms 1943/44. Darin beschuldigte er Pius XII., von einem geplanten Massaker der Deutschen am 24. März 1944, dem Massaker in den Ardeatinischen Höhlen, rechtzeitig gewusst, aber nichts dagegen unternommen zu haben. Das Buch wurde unter dem Titel La Rappresaglia verfilmt. Die Nichte von Pius XII., Elena Pacelli Rossigniani, erstattete 1974 Anzeige gegen Katz und den Regisseur und Produzenten des Films wegen „Höchstbeleidigung des Vatikans“. Nachdem die Angeklagten in erster Instanz zu insgesamt 28 Monaten Gefängnis verurteilt wurden, da Pius nichts von dem Massaker gewusst haben könne, sprach die Berufungsinstanz sie am 1. Juli 1978 frei, da sie einen Beitrag zur historischen Forschung geleistet, ihr Recht auf freie Meinungsäußerung ausgeübt hätten und Pius XII. als historische Gestalt keine „private Persönlichkeit“ mehr sei, die man verleumden könne. Im erneuten Berufungsverfahren tauchte ein Dokument aus den Vatikanarchiven auf, das ein Vorauswissen des vatikanischen Staatssekretariats vom Massaker erwies. Daraufhin wurde die Anklage gegen die Filmproduzenten fallengelassen und die Anklage gegen Katz auf das „Vorhaben, den Papst schlechtzumachen“, und den „verleumderischen Tonfall“ seines Drehbuchs verkürzt. Auf dieser Basis wurde er erneut verurteilt. Das oberste Kassationsgericht Italiens annullierte dieses Urteil und wies die Klage 1984 endgültig ab. Eine Rechtsgrundlage dafür habe nie existiert.
Der US-amerikanische Historiker und Jesuit Robert A. Graham erklärte 1977 die Haltung von Pius XII. zu den Judenvernichtungen in Polen wie folgt:

„Es war nicht Mangel an Mitgefühl oder an Wissen, sondern die Gegenwart der Gewalt, rücksichtsloser Gewalt, die seinen Mund verschloss. Die Wahrscheinlichkeit, dass eine formelle Verurteilung der Nazi-Greueltaten durch den Papst die Lage der Opfer erleichtert hätte, war sehr gering; dagegen war es möglich, dass ein so gezeigtes Interesse des Papstes noch größere Grausamkeiten verursacht hätte. Dafür hätte man dann den Papst verantwortlich gemacht …“

Victor Conzemius veröffentlichte 1969 und nochmals 1984 einen Überblick über die Forschungsproblematik zu Pius XII.
Eine neue Forschungsphase setzte Ende der 1980er Jahre ein. Während viele Piuskritiker sich oft ohne Prüfung der Primärquellen auf Saul Friedländer gestützt hatten, bemängelte John S. Conway 1987, Friedländer habe die wichtigsten päpstlichen Proteste übersehen oder willkürlich übergangen. Giorgio Angelozzi Gariboldi gehörte zu den ersten, die die teilweise geöffneten Vatikanakten bis 1939 erforschten. Emma Fattorini veröffentlichte 1992 erstmals freigegebene Dokumente aus der Nuntiatur Pacellis in München. Der jesuitische Herausgeber der Vatikanakten, Pierre Blet, bot 1996 erstmals eine umfassende Darstellung der Vatikanpolitik von 1939 bis 1945 an, jedoch ohne genaue Quellenangaben.
John Cornwell verwendete für sein 1999 erschienenes Buch Hitler’s Pope. The secret history of Pius XII Dokumente aus der Nuntiatur in München sowie unveröffentlichte Zeugenaussagen für den Prozess zur Seligsprechung Pius’ XII. Er ging über Hochhuths Kritik hinaus, indem er das Verhalten dieses Papstes aus dem päpstlichen Zentralismus seit dem Ersten Vatikanischen Konzil erklärte. Um seinen Suprematieanspruch gegenüber den Ortskirchen durchzusetzen, habe der Vatikan auf Konkordate auch mit undemokratischen Staaten hingearbeitet und dafür deren verbrecherische Politik toleriert. Cornwell warf Pius XII. neben einer Mitschuld am Zweiten Weltkrieg geistige Nähe zum Nationalsozialismus, Rassismus und Antisemitismus und Billigung der Deportationen insbesondere der römischen Juden vor.
Diese These, seine Quellenauswahl und ihre Deutung stießen auf viel Kritik. In rascher Folge erschienen daraufhin weitere Veröffentlichungen. Michael Phayer stellte das Verhalten von Pius XII. in den Kontext des Verhaltens des gesamten katholischen Klerus, den er in Helfer und Nichthelfer der Juden teilte, und dessen innerkirchliche Aufarbeitung bis zum Zweiten Vatikanischen Konzil. Susan Zuccotti stellte die Hilfen des Papstes für die römischen Juden 1943 in Frage. Giovanni Miccoli versuchte anhand der Sekundärliteratur nachzuweisen, dass die appellative Form vatikanischer Proteste schon seit dem Mittelalter überholt, da zu allgemein und daher wirkungslos gewesen sei.
Daniel Goldhagen veröffentlichte 2002 seine Anklage gegen das Verhalten der römisch-katholischen Kirche gegenüber den Juden. Sie habe den Antisemitismus seit 1860 mitgetragen und auch in der NS-Zeit geteilt.
Der US-amerikanische Historiker und Politikwissenschaftler David G. Dalin trat Cornwells Kritik 2005 entgegen: Pius habe hunderttausende Juden vor dem Tod im Konzentrationslager gerettet und solle deshalb den jüdischen Ehrentitel „Gerechter unter den Völkern“ erhalten. Dalins Zahlen beruhen auf indirekten Schätzungen, nicht Primärbelegen. So hatte auch Pinchas Lapide, ein israelischer Diplomat und Religionswissenschaftler, 1967 die etwa 2,3 Millionen der den Holocaust überlebenden europäischen Juden 1967 zweigeteilt und 860.000 davon katholischen Rettungsaktionen zugeschrieben.
Zum 50. Todestag von Pius XII. am 9. Oktober 2008 veröffentlichte der Historiker Michael Hesemann umfangreiches Material, um vor allem den Vorwurf zu entkräften, Pius sei gegenüber den verfolgten Juden gleichgültig und kaltherzig gewesen. Ein offener, lautstarker Protest hätte Racheaktionen an Katholiken und Juden provoziert und damit noch weit größeren Schaden angerichtet. Nur durch stille und verdeckte Diplomatie habe der Papst den verfolgten Juden wirksam helfen können.
Der italienische Historiker Andrea Riccardi erbrachte in einem erstmals 2008 veröffentlichten Buch zahlreiche Belege dafür, dass die Hilfsaktionen für Flüchtlinge und Verfolgte innerhalb der kirchlichen Häuser Roms während der deutschen Besatzung 1943–1944 mit Wissen und auf Initiative Pius’ erfolgten.
Klaus Kühlwein versuchte nachzuweisen, dass Pius bei seiner Güterabwägung zwischen „Schweigen“ und „Protestieren“ von einer großen moralischen Unsicherheit gequält worden sei. Die Razzia und Deportation von über tausend Juden aus Rom habe ihn so erschüttert, dass er einen radikalen Kurswechsel eingeleitet habe: Deshalb habe er kurz darauf die Klausur der Klöster und Konvente aufgehoben und damit eine Art Kirchenasyl für flüchtige Juden in Rom und dem noch nicht befreiten Italien ermöglicht.
Anfang März 2017 erklärte der Präfekt der Apostolischen Signatur, Dominique Kardinal Mamberti, dass „das wahre Gesicht des Pacelli-Papstes“ ein ganz anderes sei als „jenes, das die ‚Schwarze Legende‘ über ihn verbreiten wollte.“ Michael Hesemann bezeichnete die Behauptung, Pius XII. habe mit Hitler einen Pakt gegen den Kommunismus geschlossen, im Oktober 2018 als „Fake News“. Laut Hesemann hat der Papst schon im Oktober 1939 Pläne des deutschen Widerstandes, Hitler zu ermorden, abgesegnet.
Am 2. März 2020 erfolgte eine Öffnung der Vatikanarchive aus der Zeit von Papst Pius XII. Der Präfekt des ehemaligen Vatikanischen Geheimarchivs, Bischof Sergio Pagano, betonte bei der Vorstellung der geplanten Öffnung für Wissenschaftler, dass die ersten zugelassenen Forscher aus der jüdischen Welt stammen. Der Präsident des Jüdischen Weltkongresses (WJC), Ronald Lauder, nannte den Schritt einen »Schlüsselmoment in der Geschichte katholisch-jüdischer Beziehungen«.
Im August 2020 starteten die Historiker Ralf Balke und Julien Reitzenstein eine Petition, um die Pacelliallee in Berlin nach der früheren israelischen Ministerpräsidentin Golda Meir zu benennen. Als Grund werden neben der Würdigung Meirs Pacellis Stellung zum Nationalsozialismus sowie antisemitische und frauenverachtende Bemerkungen angeführt. Im September 2020 äußerte der Antisemitismusbeauftragte der deutschen Bundesregierung, Felix Klein, seine Unterstützung des Anliegens. Meir selbst würdigte Pius anlässlich seines Todes als jemanden, „der in der Stunde der Not und der Verfolgung für unser Volk die Stimme erhoben hat“.

## Werke und Dokumente
- Eugenio Pacelli: Gesammelte Reden. Ausgewählt und eingeleitet von Ludwig Kaas, Berlin 1930.
- Eugenio Pacelli: Discorsi e Panegirici. (1931–1938), Città del Vaticano 1939.
- Eugenio Pacelli: Discorsi e Radiomessaggi di Sua Santità Pio XII. 20 Bände, Città del Vaticano 1941–1959.
- Arthur Fridolin Utz, Joseph Fulko Groner (Hrsg.): Aufbau und Entfaltung des gesellschaftlichen Lebens. Soziale Summe Pius’ XII. Drei Bände. Freiburg i. Ue. 1954–1961.
- Burkhart Schneider (Hrsg.): Die Briefe Pius’ XII. an die deutschen Bischöfe 1939–1944. Schöningh, Paderborn 1966, ISBN 3-506-79844-8.
- Pierre Blet, Robert A. Graham, Angelo Martini, Burkhart Schneider (Hrsg.): Actes et documents du Saint-Siège relatifs à la Seconde Guerre mondiale. Vatikanstadt, 1965–1983 (12 Bände).
- Robert A. Graham, Joseph L. Lichten, John C. Pantuso, Virgil C. Blum (Hrsg.): Pius XII and the Holocaust: A Reader. Catholic League for Religious & Civil Rights, New York 1988, ISBN 0-945775-01-6.
- Hubert Gruber (Hrsg.): Katholische Kirche und Nationalsozialismus 1933–1945. Ein Bericht in Quellen. Schöningh, Paderborn 2005, ISBN 3-506-73443-1.